# Victor Hugo
Victor-Marie Hugo (tiếng Pháp: [viktɔʁ maʁi yɡo] ⓘ; (26 tháng 2, 1802 - 22 tháng 5, 1885 tại Paris) là một chính trị gia, thi sĩ, nhà văn, và kịch gia thuộc chủ nghĩa lãng mạn nổi tiếng của Pháp.
Victor Hugo chiếm một vị trí trang trọng trong lịch sử văn học Pháp. Các tác phẩm của ông đa dạng về thể loại và trải rộng trên nhiều lĩnh vực khác nhau. Với tư cách là nhà thơ trữ tình, Hugo đã xuất bản tập Odes et Ballades (1826), Les feuilles d'automne (1831) hay Les Contemplations (1856). Nhưng ông cũng thể hiện vai trò của một nhà thơ dấn thân chống Napoléon III bằng tập thơ Les Châtiments (1853) và vai trò một nhà sử thi với tập La Légende des siècles (1859 và 1877). Thành công vang dội của hai tác phẩm Nhà thờ Đức Bà Paris và Những người khốn khổ đã đưa Victor Hugo trở thành tiểu thuyết gia của công chúng. Về kịch, ông đã trình bày thuyết kịch lãng mạn trong bài tựa của vở kịch Cromwell (1827) và minh họa rõ nét thể loại này ở hai vở kịch nổi tiếng Hernani (1830) và Ruy Blas (1838).
Victor Hugo đã cống hiến lớn lao cho sự đổi mới thơ ca và sân khấu. Ông được người đương thời ngưỡng mộ nhưng cũng gây ra tranh cãi ở một số tác gia hiện đại. Cuộc lưu đày 20 năm trong đế chế thứ hai của ông đặt ra sự suy ngẫm cho nhiều thế hệ về vai trò của một nhà văn trong đời sống chính trị xã hội.
Những lựa chọn mang tính đạo đức và chính trị của Victor Hugo, cùng với những kiệt tác văn học đã đưa ông trở thành gương mặt nổi bật của thời đại đó. Khi qua đời, Victor Hugo được nhà nước cử lễ quốc tang và thi hài ông được đưa vào điện Panthéon.

## Đầu đời
Victor-Marie Hugo sinh ngày 26 tháng 2 năm 1802 tại Besançon ở miền Đông nước Pháp. Ông là đứa con thứ 3, và là con út, của đại tướng Joseph Léopold Sigisbert Hugo (1774–1828), một vị tướng trong quân đội Napoléon, và họa sĩ Sophie Trébuchet (1772–1821); hai người anh của ông là: Abel Joseph (1798–1855) và Eugène (1800–1837). Gia đình Hugo đến từ Nancy ở Lorraine, ông nội của Victor Hugo là một thương gia buôn gỗ. Cha ông gia nhập quân đội Cách mạng Pháp năm mười bốn tuổi, ông là một người vô thần và là người ủng hộ nhiệt thành cho nền cộng hòa được thành lập sau khi chế độ quân chủ bị bãi bỏ vào năm 1792. Sophie, mẹ của Victor, là một người Công giáo sùng đạo, trung thành với Vương tộc Bourbon đã bị phế truất. Họ gặp nhau ở Châteaubriant, cách Nantes vài dặm vào năm 1796 và kết hôn vào năm sau đó.

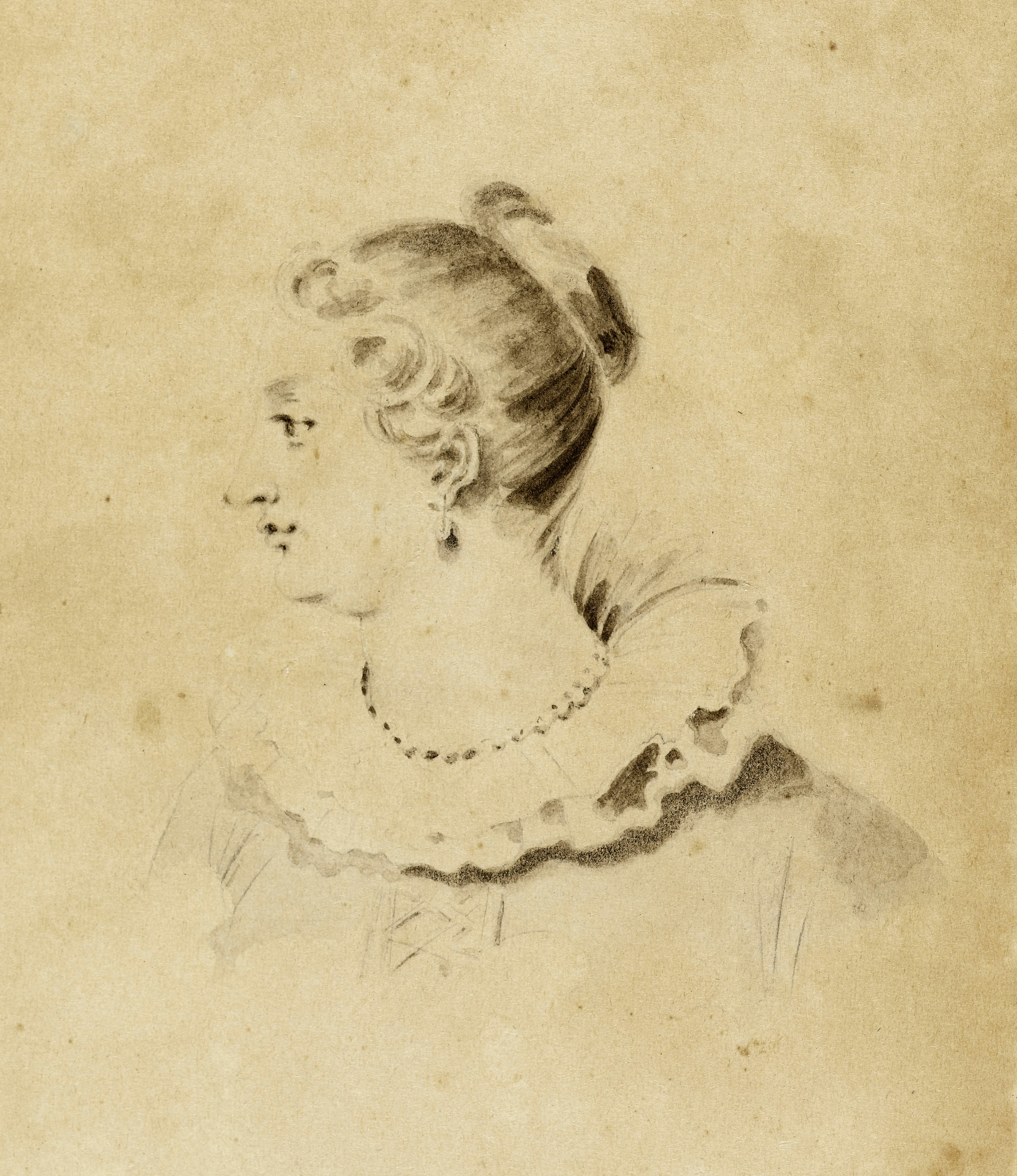
Họa sĩ Sophie Trébuchet, mẹ của Victor Hugo

Vì cha của Hugo là một sĩ quan trong quân đội của Napoléon, gia đình ông phải thường xuyên di chuyển từ nơi này sang nơi khác, Sophie sinh được ba người con trong vòng bốn năm." Victor Hugo tin rằng ông đã được sinh ra vào ngày 24 tháng 6 năm 1801, đây là nguồn gốc của số 24601 của Jean Valjean, nhân vật chính trong tiểu thuyết Những người khốn khổ do chính ông viết.

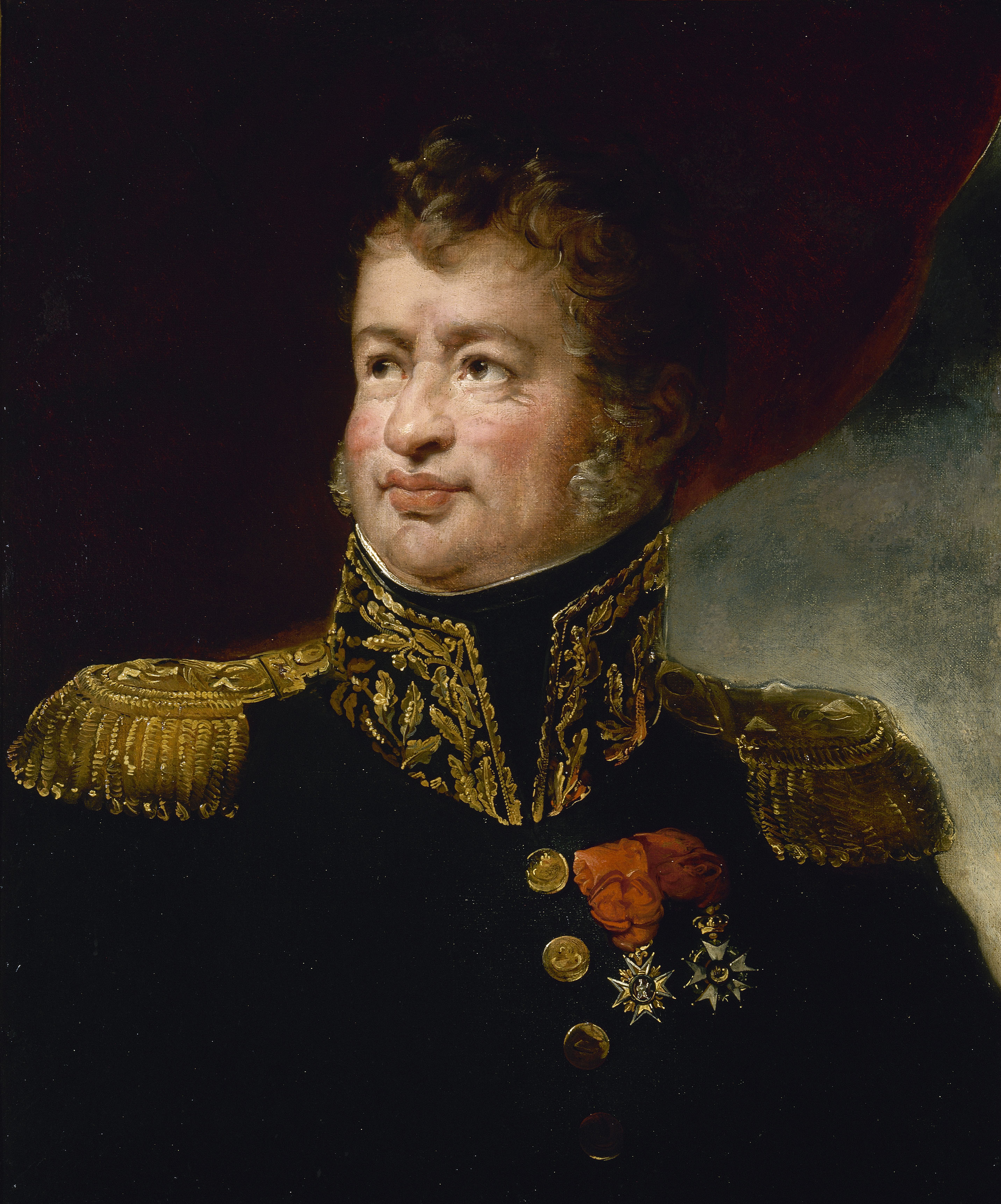
Đại tướng Joseph Léopold Sigisbert Hugo, cha của Victor Hugo

Vào năm 1810, cha của Hugo được vua Tây Ban Nha Joseph Bonaparte phong là Bá tước Hugo de Cogolludo y Sigüenza, mặc dù có vẻ như tước hiệu Tây Ban Nha không được công nhận hợp pháp ở Pháp. Hugo sau đó tự xưng là tử tước, và chính là "Vicomte Victor Hugo", ông được bổ nhiệm làm người Peerage của Pháp vào ngày 13 tháng 4 năm 1845.
Mệt mỏi vì phải chuyển nơi ở liên tục trong cuộc sống quân ngũ, Sophie tạm thời tách khỏi Léopold và định cư ở Paris vào năm 1803 với các con trai của mình, bà bắt đầu gặp Tướng Victor Fanneau de La Horie, cha đỡ đầu của Hugo, người từng là đồng đội của Tướng Hugo trong chiến dịch ở Vendee. Vào tháng 10 năm 1807, gia đình tái gia nhập Leopold, lúc này là Đại tá Hugo, Tỉnh trưởng tỉnh Avellino. Tại thành phố đó, Victor được dạy toán bởi Giuseppe de Samuele Cagnazzi, anh trai của nhà khoa học người Ý Luca de Samuele Cagnazzi. Sophie phát hiện ra rằng Leopold đã sống bí mật với một phụ nữ người Anh tên là Catherine Thomas.
Ngay sau đó cha của Hugo được gọi đến Tây Ban Nha để chiến đấu trong Chiến tranh Bán đảo. Madame Hugo và các con của bà được gửi trở lại Paris vào năm 1808, sau đó họ chuyển đến một tu viện cũ, 12 Impasse des Feuillantines, một dinh thự biệt lập trong một phần tư hoang vắng của tả ngạn sông Seine. Ẩn trong một nhà nguyện ở sau vườn, là Victor Fanneau de La Horie, người đã âm mưu khôi phục lại nhà Bourbons và đã bị kết án tử hình vài năm trước đó. Anh ấy đã trở thành một người cố vấn cho Victor và những người anh em của anh ấy.

Victor Hugo lúc còn trẻ

Năm 1811, gia đình ông cùng cha đến Tây Ban Nha, Victor và các anh trai được gửi đến trường Real Colegio de San Antonio de Abad trong khi Sophie trở về Paris một mình, hiện đã chính thức ly thân với chồng. Năm 1812, Victor Fanneau de La Horie bị bắt và bị xử tử. Vào tháng 2 năm 1815, Victor và Eugene được đưa đi khỏi mẹ và được cha của họ đưa vào Pension Cordier, một trường nội trú tư nhân ở Paris, nơi Victor và Eugène ở lại ba năm trong khi cũng tham gia các bài giảng tại Lycée Louis le Grand. 
Vào ngày 10 tháng 7 năm 1816, Hugo đã viết trong nhật ký của mình: "Tôi sẽ là Chateaubriand hoặc không là gì cả". Năm 1817, ông đã viết một bài thơ cho một cuộc thi do Academie Française tổ chức, cuộc thi mà ông đã được vinh danh. Các Viện sĩ từ chối tin rằng ông chỉ mới mười lăm. Victor chuyển đến ở với mẹ tại 18 Rue des Petits-Augustins năm sau và bắt đầu theo học trường luật. Victor yêu và bí mật đính hôn, trái với mong muốn của mẹ anh, với người bạn thời thơ ấu Adèle Foucher. Vào tháng 6 năm 1821 Sophie Trebuchet qua đời, và Léopold kết hôn với người tình lâu năm của mình là Catherine Thomas một tháng sau đó. Victor kết hôn với Adèle vào năm sau. Năm 1819, Victor và các anh trai của ông bắt đầu xuất bản một tạp chí định kỳ có tên là Le Conservateur littéraire .

## Nghề nghiệp

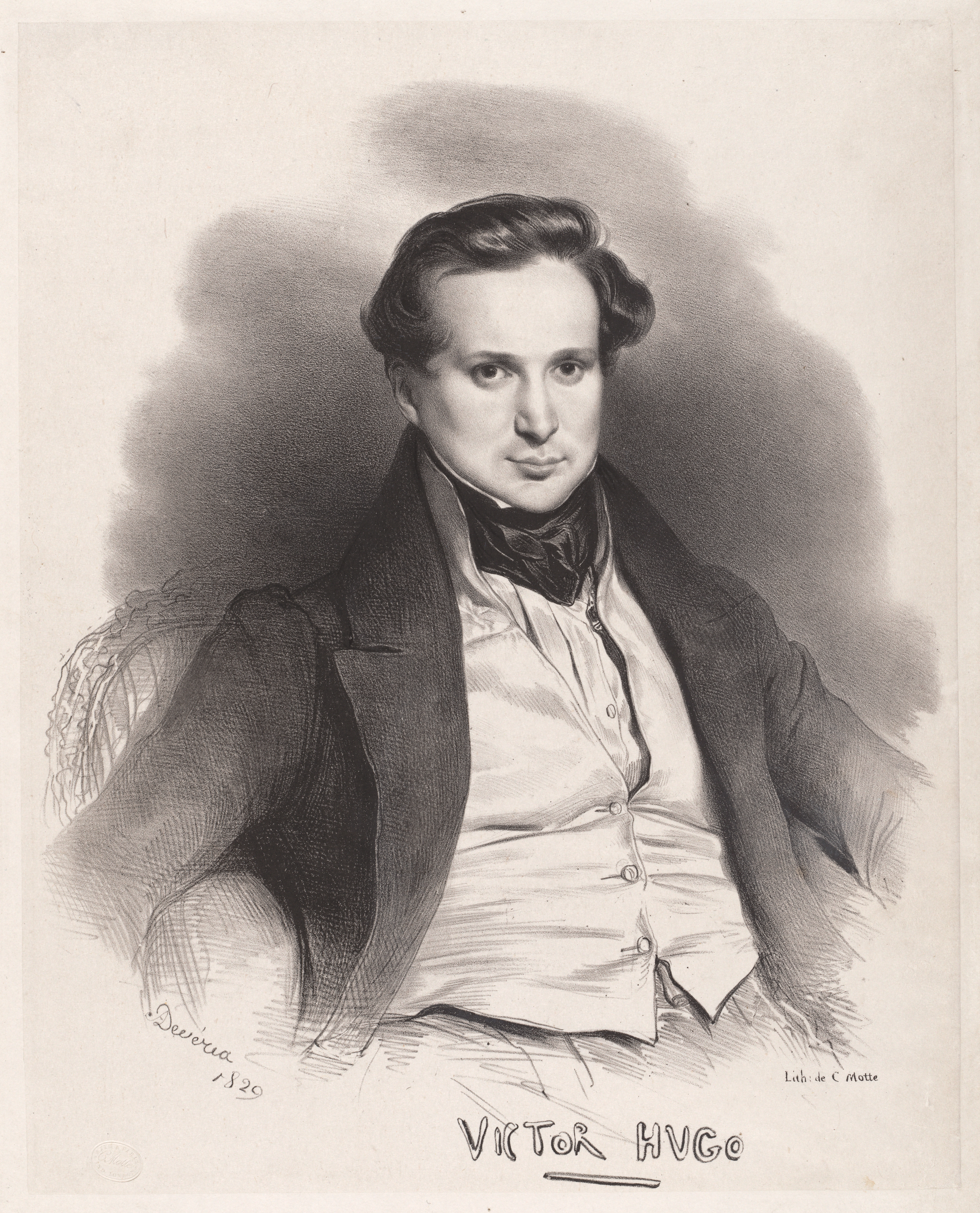
Victor Hugo năm 1829, thạch bản của Achille Devéria từ bộ sưu tầm trong Phòng Trưng bày Nghệ thuật Quốc gia, Washington, D.C.

Hugo xuất bản cuốn tiểu thuyết đầu tiên sau khi kết hôn (Han d'Islande, 1823), và cuốn thứ hai của ông xuất bản là ba năm sau (Bug-Jargal, 1826). Từ năm 1829 đến năm 1840, ông xuất bản thêm năm tập thơ (Les Orientales, Năm 1829; Les Feuilles d'automne, Năm 1831; Les Chants du crépuscule, Năm 1835; Les Voix intérieures, năm 1837; và Les Rayons et les Ombres, 1840), các tiểu thuyết của ông góp phần củng cố danh tiếng của ông như một trong những nhà thơ trữ tình và điện ảnh vĩ đại nhất thời đại. Giống như nhiều nhà văn trẻ cùng thế hệ, Hugo chịu ảnh hưởng sâu sắc của François-René de Chateaubriand, nhân vật nổi tiếng trong trào lưu văn học Chủ nghĩa lãng mạn và là nhân vật văn học lỗi lạc của Pháp đầu thế kỷ XIX. Khi mới mười bốn tuổi, Hugo viết trong cuốn nhật kí của mình rằng "Tôi muốn là Chateaubriand hoặc không gì cả", và cuộc đời của ông sẽ song song với cuộc đời của những người tiền nhiệm theo nhiều cách. Thích Chateaubriand , Hugo tiếp tục phát triển sự nghiệp theo Chủ nghĩa lãng mạn, ông còn tham gia vào chính trị (chủ yếu là người đấu tranh cho chủ nghĩa Cộng hòa), và ông bị buộc phải lưu vong do lập trường chính trị của mình.

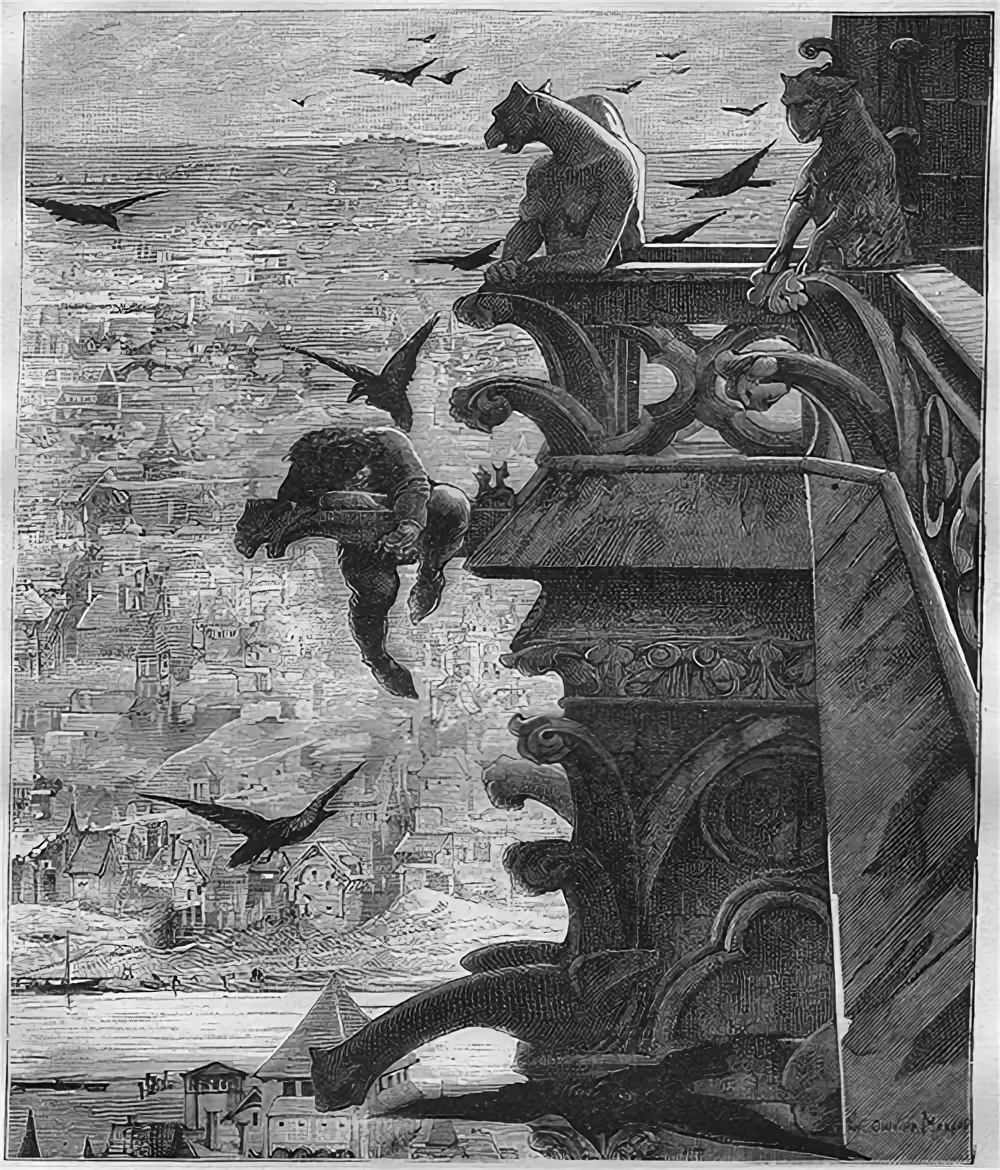
Bức vẽ minh họa của Luc-Olivier Merson cho cuốn tiểu thuyết Nhà thờ Đức Bà Paris (1881)

Niềm đam mê sớm và khả năng hùng biện trong công việc ban đầu của Hugo đã mang lại thành công và danh tiếng ngay từ khi còn nhỏ. Tập thơ đầu tiên của ông: (Odes et poésies diverses) được xuất bản vào năm 1822 khi ông mới 20 tuổi và nhận được tiền trợ cấp hoàng gia từ Louis XVIII. Mặc dù các bài thơ được ngưỡng mộ vì sự nhiệt tình và trôi chảy của chúng, bộ sưu tập tiếp theo bốn năm sau vào năm 1826 (Odes et Ballades) cho thấy Hugo là một nhà thơ vĩ đại, một bậc thầy thiên bẩm về trữ tình và sáng tạo ca khúc.

Tác phẩm tiểu thuyết chính thức đầu tiên của Victor Hugo được Charles Gosselin xuất bản lần đầu tiên vào tháng 2 năm 1829 mà không có tên tác giả và phản ánh lương tâm xã hội gay gắt sẽ ngấm vào tác phẩm sau này của ông. Le Dernier jour d'un condamné (Ngày cuối cùng của một tử tù) có ảnh hưởng sâu sắc đến các nhà văn sau này như Albert Camus, Charles Dickens và Fyodor Dostoyevsky. Claude Gueux, một truyện ngắn tài liệu về một kẻ sát nhân có thật đã bị hành quyết ở Pháp, xuất hiện vào năm 1834 và sau đó được chính Hugo coi là tiền thân của tác phẩm vĩ đại về bất công xã hội, Những người khốn khổ.

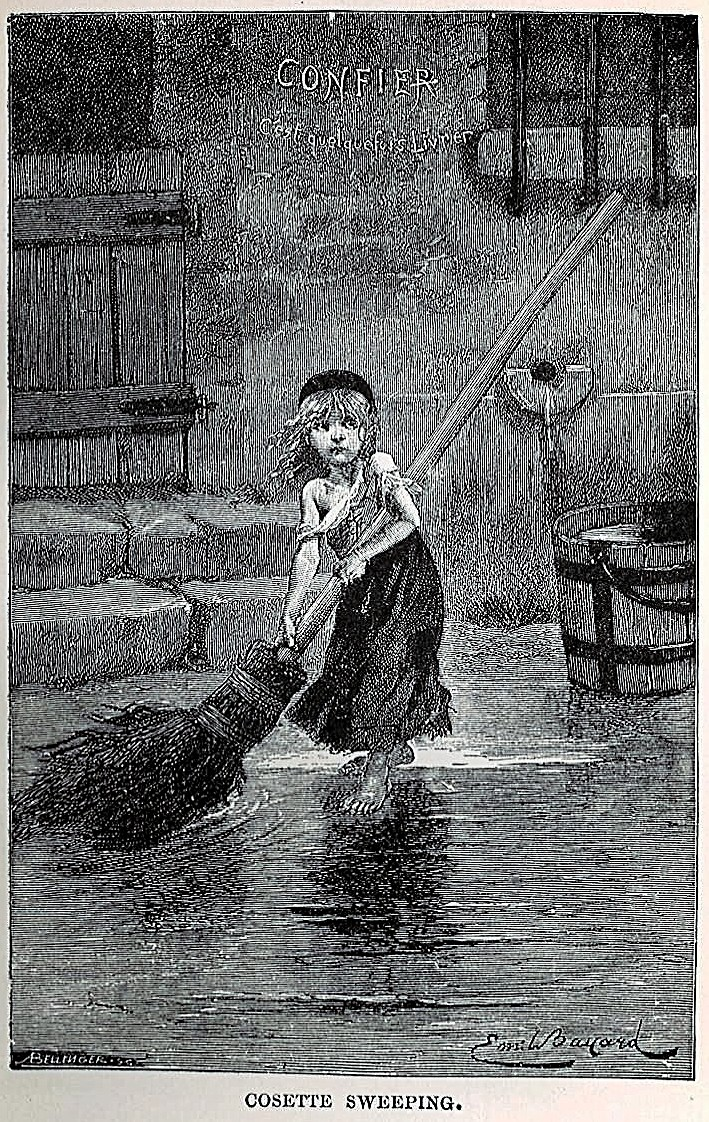
Bức vẽ minh họa Cosette của Émile Bayard từ bản in đầu tiên của Những người khốn khổ (1862)

Hugo trở thành đầu tàu của phong trào văn học lãng mạn với các vở kịch Cromwell (1827) và Hernani (1830). Hernani thông báo sự xuất hiện của chủ nghĩa lãng mạn tại Pháp: được biểu diễn tại Comédie-Française, nó đã được chào đón bằng nhiều buổi biểu diễn náo nhiệt với những người theo chủ nghĩa lãng mạn và những người theo chủ nghĩa truyền thống xung đột về việc cố tình coi thường các quy tắc tân cổ điển của vở kịch. Sự nổi tiếng của Hugo với tư cách là một nhà viết kịch đã tăng lên với các vở kịch sau đó, chẳng hạn như Marion Delorme (1831), The King Amuses Himself (1832), và Ruy Blas (1838).
Cuốn tiểu thuyết Notre-Dame de Paris (Nhà thờ Đức Bà Paris) được xuất bản năm 1831 và nhanh chóng được dịch ra các thứ tiếng khác trên khắp châu Âu. Một trong những tác động của cuốn tiểu thuyết là làm nhục cả thành phố Paris cho đến khi họ khôi phục lại Nhà thờ Đức Bà, một công trình bị lãng quên đương thời và hiện là nơi đang thu hút hàng nghìn khách du lịch đã đọc cuốn tiểu thuyết nổi tiếng này. Cuốn sách cũng truyền cảm hứng cho sự đánh giá mới đối với các tòa nhà thời kỳ tiền Phục hưng, để rồi thời gian sau chúng đã được tích cực bảo tồn.

Hugo bắt đầu lên kế hoạch cho một cuốn tiểu thuyết lớn về sự khốn cùng và bất công của xã hội ngay từ những năm 1830, nhưng phải mất đến 17 năm nữa để cho cuốn Những người khốn khổ hoàn thiện rồi mới được xuất bản vào năm 1862. Ông đã đến Toulon để thăm nhà tù Bagne vào năm 1839 và ghi chép nhiều thông tin, mặc dù ông không bắt đầu viết cuốn sách cho đến năm 1845. Trên một trong những trang ghi chú của mình về nhà tù, ông đã viết bằng các chữ cái lớn một cái tên khả quan cho người hùng của mình: "JEAN TRÉJEAN". Sau khi sách được viết xong, Tréjean trở thành Jean Valjean .

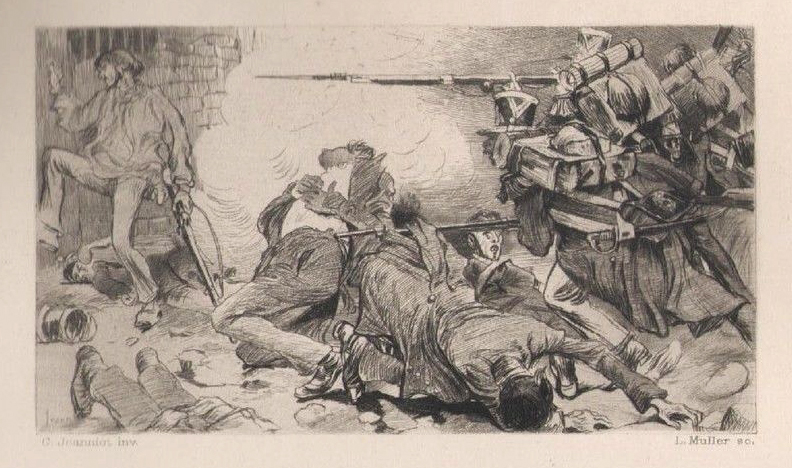
Bức vẽ của Pierre-Georges Jeanniot (1890) minh họa chương XXI: "Những người anh hùng" trong Quyển 1, Phần V của Những người khốn khổ

Hugo có nhận thức sâu sắc về chất lượng của cuốn tiểu thuyết này, bằng chứng là trong một lá thư ông viết cho nhà xuất bản của mình, Albert Lacroix, vào ngày 23 tháng 3 năm 1862, "Tôi tin rằng cuốn sách này sẽ là một trong những đỉnh cao, nếu không muốn nói là nổi bật nhất trong sự nghiệp của tôi." Tác phẩm Những người khốn khổ thuộc về người trả giá cao nhất. Nhà xuất bản Lacroix và Verboeckhoven đã thực hiện một chiến dịch tiếp thị bất thường đương thời, đó chính là phát hành thông cáo báo chí về tác phẩm sáu tháng trước khi ra mắt. Ban đầu nó cũng chỉ xuất bản phần đầu tiên của cuốn tiểu thuyết ("Fantine"), và đã được phát hành đồng thời ở các thành phố lớn. Các phần của cuốn sách đã được bán hết chỉ trong vài giờ và có tác động không tưởng đến xã hội Pháp.
Cơ sở phê bình nói chung là thù địch với cuốn tiểu thuyết này; Taine thấy nó không chân thành, Barbey d'Aurevilly phàn nàn về sự thô tục, Gustave Flaubert cho rằng nội dung "không phải sự thật cũng không hề vĩ đại", anh em nhà Goncourt chê bai tính giả tạo, và Baudelaire - mặc dù đã đưa ra những đánh giá tích cực trên các tờ báo - vẫn cho rằng nó "thật ghê tởm và vô dụng". Những người khốn khổ đã chứng tỏ được mức phổ biến của nó đối với quần chúng khi những vấn đề mà nó tô đậm đã sớm nằm trong chương trình nghị sự của Quốc hội Pháp. Ngày nay, cuốn tiểu thuyết vẫn là tác phẩm nổi tiếng nhất của ông. Nó mang tính phổ biến trên toàn thế giới và đã được chuyển thể cho điện ảnh, truyền hình và các chương trình sân khấu.

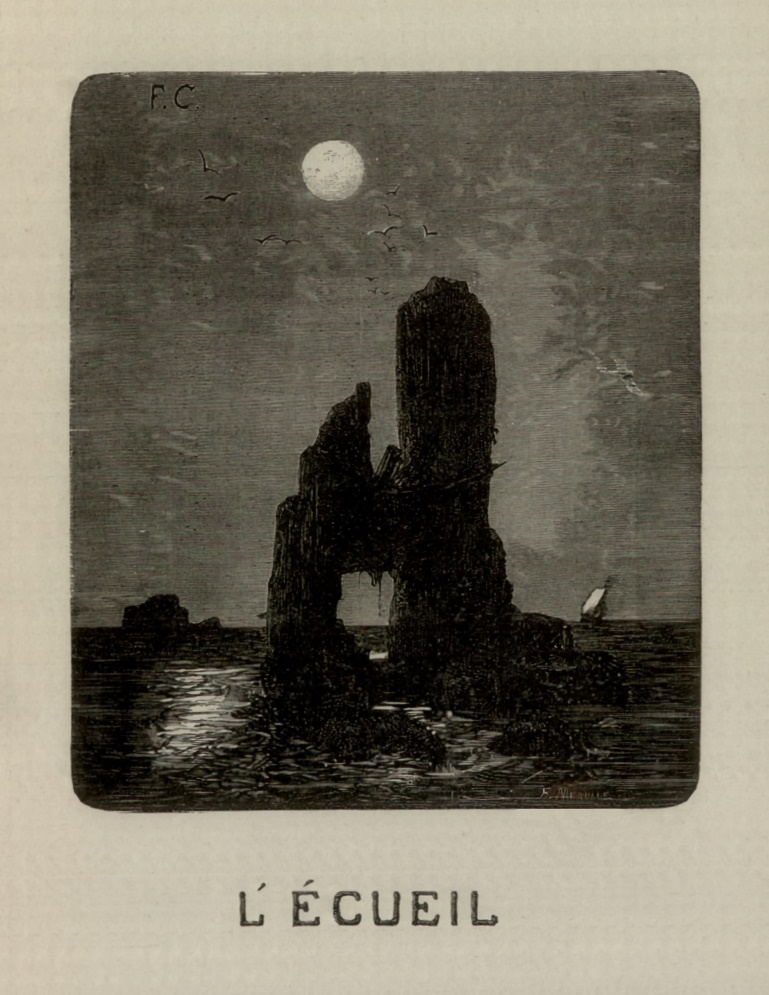
Lao động biển cả, tranh minh họa của François Chifflart. Bên dưới xuất hiện dòng chữ "Cạm bẫy".

Một câu chuyện ngụy thư về thư từ ngắn nhất trong lịch sử được cho là giữa Hugo và nhà xuất bản Hurst và Blackett của ông vào năm 1862. Hugo đã đi nghỉ khi Những người khốn khổ được xuất bản, công bố. Ông hỏi về phản ứng đối với tác phẩm bằng cách gửi một bức điện có một ký tự duy nhất đến nhà xuất bản của mình, hỏi rằng "?". Nhà xuất bản đã trả lời bằng một "!" để chỉ ra sự thành công của nó.
Hugo quay lưng lại với các vấn đề xã hội/chính trị trong cuốn tiểu thuyết tiếp theo của mình, Les Travailleurs de la Mer (Lao động biển cả), xuất bản năm 1866. Cuốn sách được đón nhận nồng nhiệt, có lẽ do thành công trước đó của Những người khốn khổ. Tác phẩm dành riêng cho hòn đảo Guernsey, nơi ông đã trải qua 15 năm sống lưu vong. Trong truyện, Hugo kể về một người đàn ông cố gắng giành được sự chấp thuận của người cha thân yêu của mình bằng cách giải cứu con tàu của họ, vị thuyền trưởng của con tàu cố ý trốn thoát với một kho tiền đang vận chuyển, thông qua một trận chiến kiệt sức của kỹ thuật con người chống lại sức mạnh của biển và trận chiến chống lại một con mực khổng lồ được cho là quái vật thần thoại của biển cả. Vẻ ngoài là một cuộc phiêu lưu, một trong những tiểu sử gia của Hugo gọi nó là một "phép ẩn dụ cho thế kỷ XIX, khi tiến bộ kỹ thuật, sự sáng tạo tài năng và nỗ lực chăm chỉ vượt lên cái ác nội tại của thế giới vật chất."
Sau đó, Hugo trở lại viết về các vấn đề chính trị và xã hội trong cuốn tiểu thuyết tiếp theo của mình, L'Homme Qui Rit (Người đàn ông cười), được xuất bản năm 1869 và vẽ nên một bức tranh phê bình tầng lớp quý tộc. Cuốn tiểu thuyết không thành công như những nỗ lực trước đó của ông, và chính Hugo cũng bắt đầu nhận xét rằng khoảng cách giữa ông và những văn hào đương thời như Flaubert và Émile Zola ngày một lớn, những cuốn tiểu thuyết theo chủ nghĩa hiện thực và chủ nghĩa tự nhiên của họ đã bấy giờ vượt mức độ phổ biến của các tác phẩm ông viết.
Cuốn tiểu thuyết cuối cùng của ông là Quatre-vingt-treize (Chín mươi ba), xuất bản năm 1874, đề cập đến một chủ đề mà Hugo đã né tránh trước đó: Triều đại khủng bố trong Cách mạng Pháp. Mặc dù sự nổi tiếng của Hugo đã giảm vào thời điểm xuất bản, nhiều người hiện coi Chín mươi ba là một tác phẩm ngang hàng với những tiểu thuyết nổi tiếng hơn của Hugo.

## Cuộc sống chính trị và lưu vong

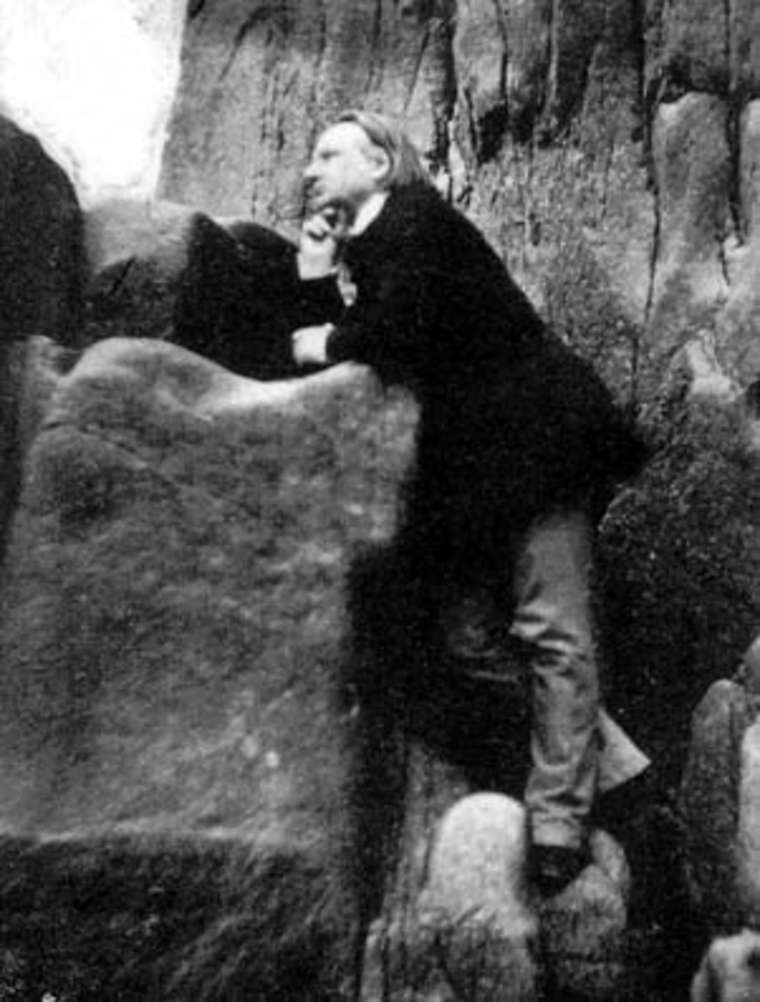
Giữa những Tảng đá ở Jersey (1853–1855)

Sau ba lần thất bại, Hugo cuối cùng cũng được bầu vào Académie française năm 1841, từ đó củng cố được vị trí của mình trong thế giới nghệ thuật và thư từ Pháp. Một nhóm các viện sĩ Pháp, đặc biệt là Étienne de Jouy, đã chiến đấu chống lại "sự tiến hóa của văn học lãng mạn" và đã tìm được cách trì hoãn cuộc bầu cử của Victor Hugo. Vì vậy nên sau này ông ngày càng tham gia nhiều hơn vào chính trường Pháp.

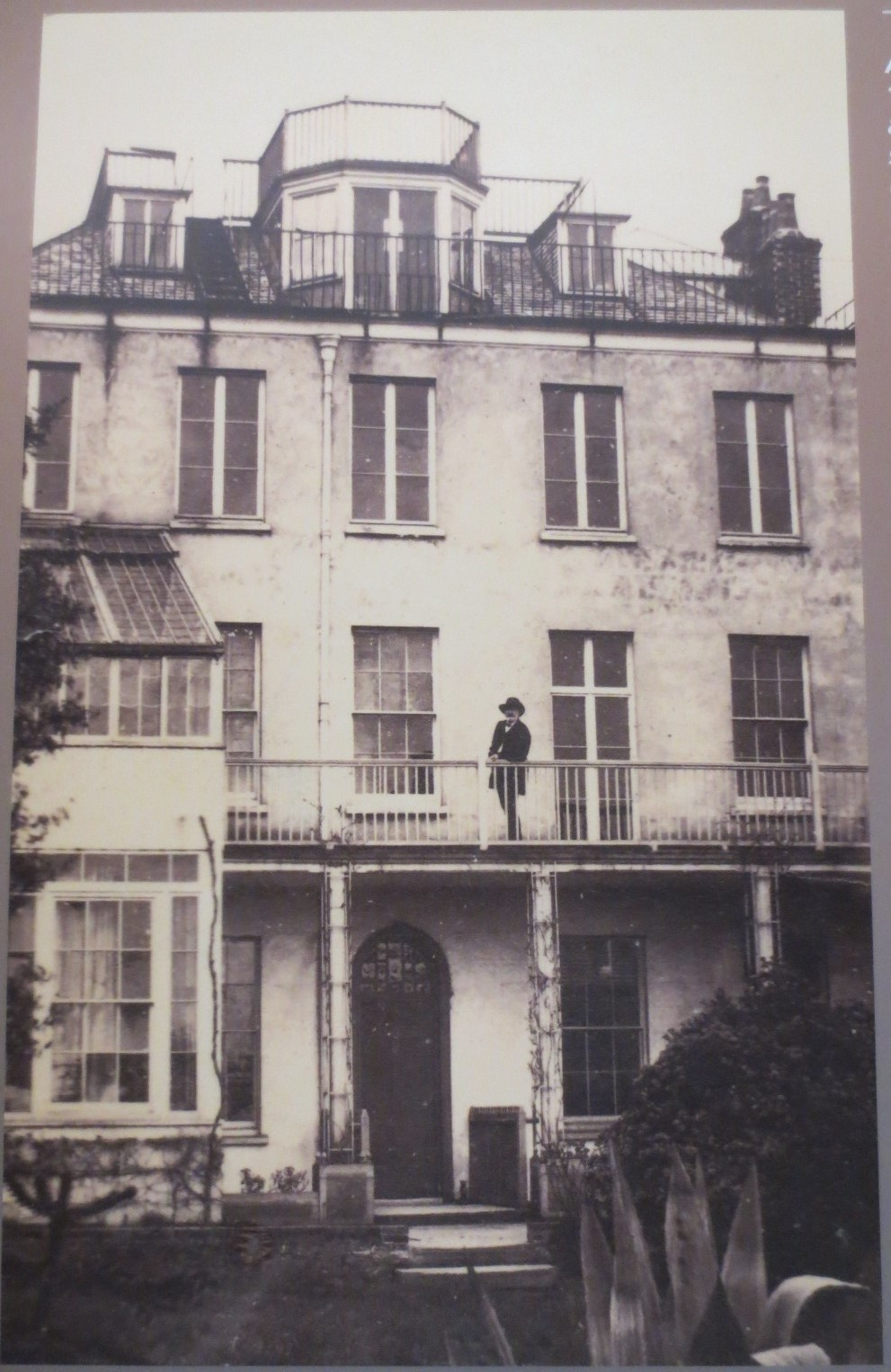
Nhà Hauteville, nơi cư trú của gia đình văn hào tại Geurnsey

Vào cuộc đề cử của Vua Louis-Philippe, Hugo bước vào Thượng viện Quốc hội với tư cách là một đồng cấp của Pháp vào năm 1845, nơi ông lên tiếng chống lại án tử hình và sự bất công xã hội, ủng hộ quyền tự do báo chí và chế độ tự trị cho Ba Lan.
Năm 1848, Hugo được bầu vào Quốc hội của nền Cộng hòa thứ hai Đệ Nhị Pháp với tư cách là một người theo phe bảo thủ. Năm 1849, ông đoạn tuyệt với phe bảo thủ khi có bài phát biểu nổi tiếng kêu gọi chấm dứt sự khốn khổ và nghèo đói. Các bài phát biểu khác đã kêu gọi phổ thông đầu phiếu và giáo dục miễn phí cho mọi trẻ em. Chủ trương xóa bỏ án tử hình của Hugo đã trở nên trứ danh trên toàn thế giới.
Các bài phát biểu của quốc hội này được đăng trên tạp chí Œuvres complètes: actes et paroles I : avant l'exil, 1841–1851. Cuộn xuống Assemblée Constituante 1848 đầu đề và các trang tiếp theo. Khi Louis Napoléon (Napoléon III) nắm hoàn toàn quyền lực vào năm 1851, thiết lập một hiến pháp chống nghị viện, Hugo bị phe đối lập tuyên bố công khai rằng ông là kẻ phản bội nước Pháp. Ông chuyển đến Brussels, sau đó là Jersey, từ đó ông bị trục xuất vì ủng hộ một tờ báo của Jersey khi họ chỉ trích Nữ hoàng Victoria. Cuối cùng, ông định cư với gia đình tại nhà Hauteville ở Cảng Saint Peter, Guernsey, nơi ông đã sống cuộc đời lưu vong từ tháng 10 năm 1855 cho đến năm 1870.
Tại thời điểm sống lưu vong, Hugo đã viết nên và xuất bản hai bài luận chính trị ngắn nổi tiếng chống Napoléon III, Napoléon le Petit và Histoire d'un crime. Các bài luận này đã bị cấm ở Pháp nhưng dù sao vẫn có tác động mạnh mẽ ở đó. Ông cũng đã sáng tác hoặc xuất bản một số tác phẩm hay nhất của mình khi còn ở Guernsey, bao gồm Những người khốn khổ, và ba tập thơ được ca ngợi rộng rãi gồm (Les Châtiments,1853, Les Contemplations, 1856 và La Légende des siècles, 1859).

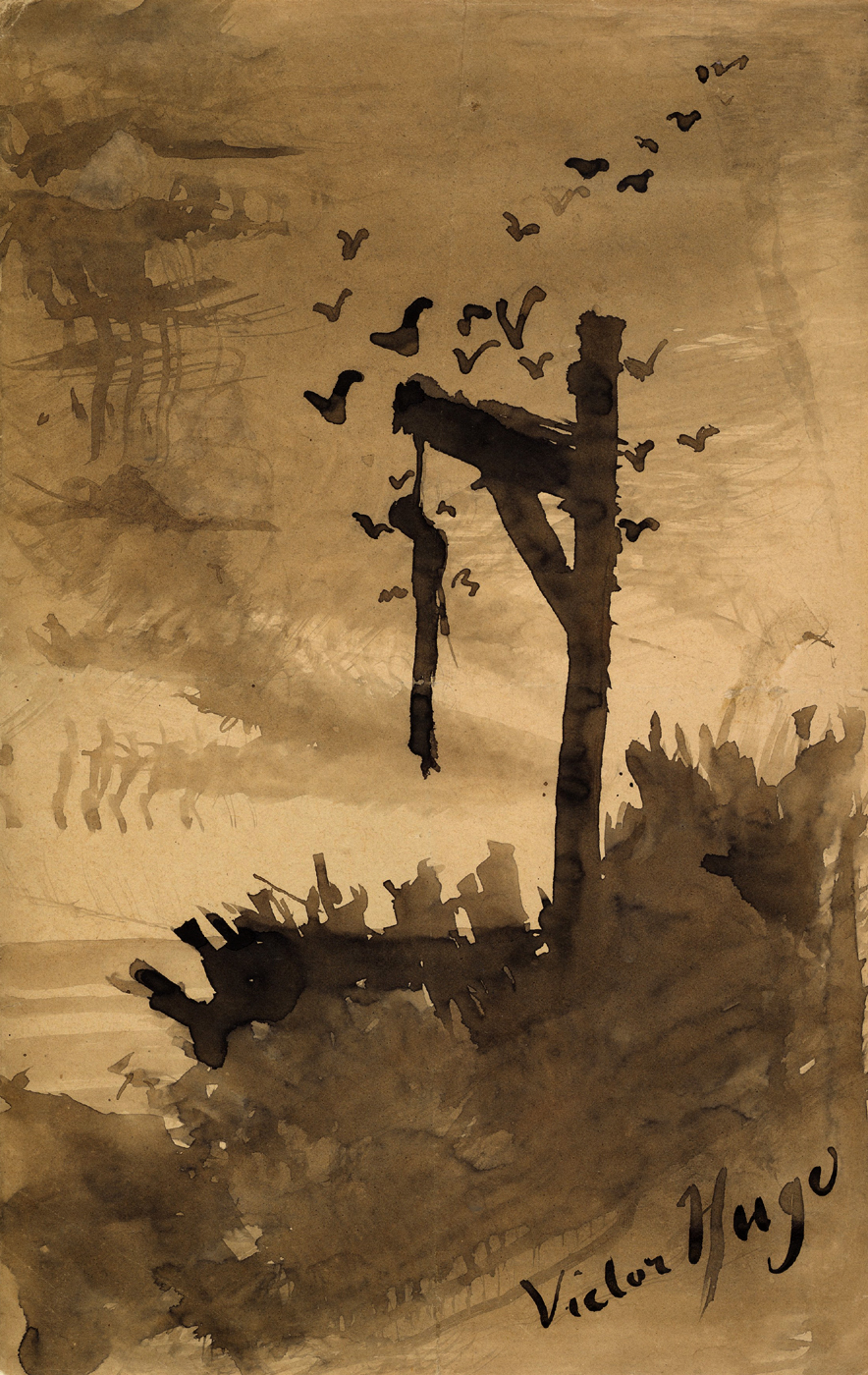
Tác phẩm "Người bị treo" của Hugo (1855-60), trưng bày ở Viện Bảo tàng Mỹ thuật Metropolitan, thành phố New York

Như những người đương thời, Victor Hugo đã biện minh cho chế độ Chủ nghĩa Thực dân trong giới hạn là nó được dùng trong các nhiệm vụ khai hóa và bãi bỏ mạng lưới buôn bán nô lệ trên bờ biển Barbary. Trong một bài phát biểu vào ngày 18 tháng 5, năm 1879, tại buổi yến tiệc ăn mừng sự xóa bỏ chế độ nô lệ, trước sự hiện diện của văn hào bãi nô và nghị sĩ Victor Schœlcher, Hugo đã tuyên bố rằng dòng biển Địa Trung Hải đã tạo nên một đường phân chia tự nhiên giữa "nền đỉnh cao văn minh  và [...] sự man rợ không tưởng," thêm vào đó, ông nói rằng "Thượng Đế đã ban Châu Phi cho Châu Âu thì hãy lấy nó đi," để góp phần khai hóa nhân dân bản địa nơi ấy.
Có lẽ lí do trên đã phân tích được phần nào sự im lặng của ông về vấn đề ở Algeria mặc dù bản thân quan tâm sâu sắc và tham gia vào các vấn đề chính trị. Ông biết về những hành động tàn bạo mà Quân đội Pháp đã gây ra trong cuộc chinh phục Algeria của Pháp được thông qua nhật ký của ông  nhưng ông chưa bao giờ tố cáo chúng một cách công khai; tuy nhiên trong Những người khốn khổ, Hugo đã viết: "Algeria bị cai trị quá khắc nghiệt, và, như trường hợp của sự cai trị Ấn Độ bởi người Anh, với sự man rợ của nhà cầm quyền còn nhiều hơn là văn minh khai hóa".

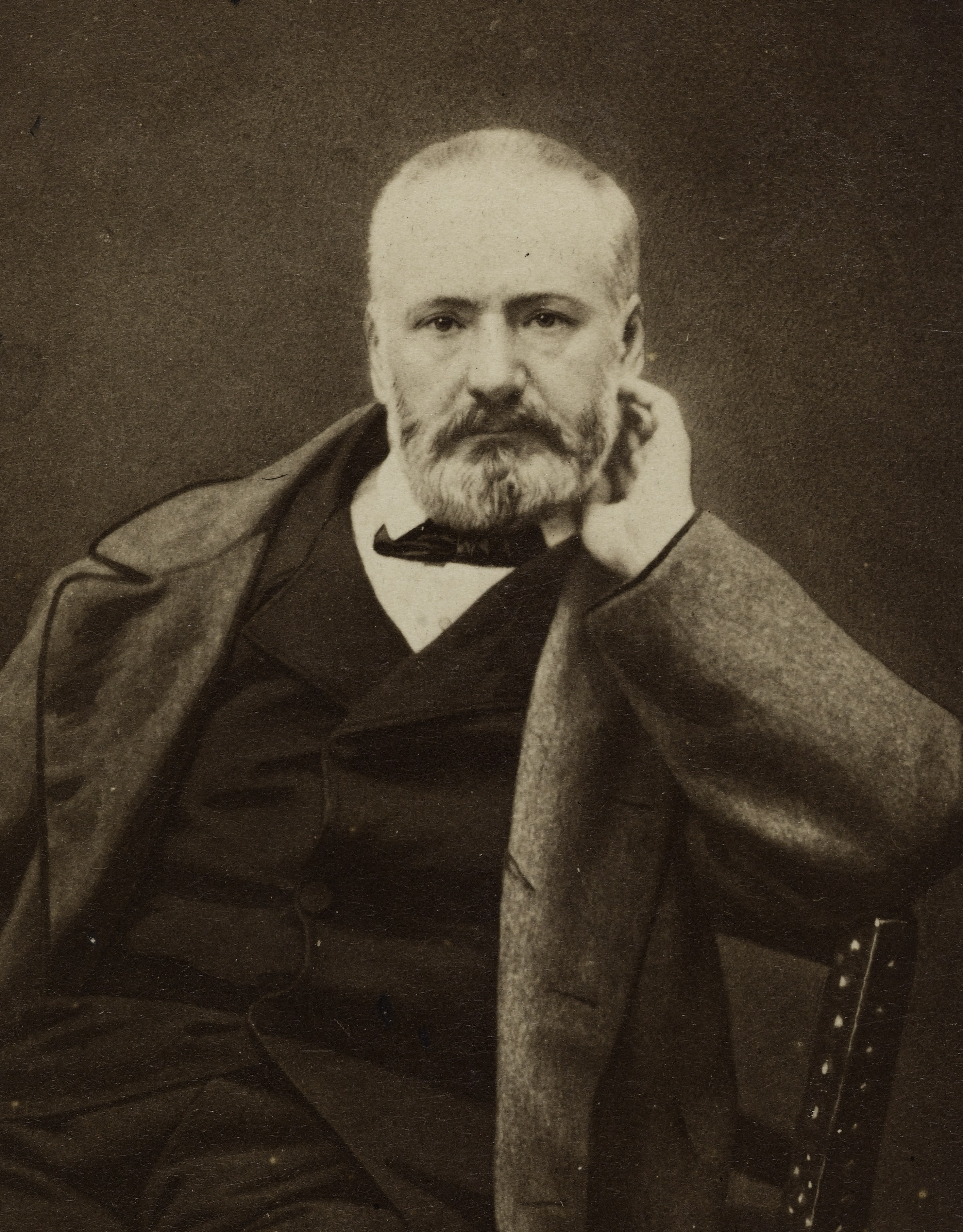
Victor Hugo năm 1861

Sau khi được dịp gặp Victor Schœlcher, văn hào ủng hộ bãi nô và chế độ thực dân Pháp tại vùng Caribe, ông bắt đầu vận động đấu tranh chống chế độ nô lệ. Vào ngày 6 tháng 7, năm 1851, Hugo đã viết trong một lá thư gửi đến Maria Wetson Chapman, người Hoa Kỳ theo chủ nghĩa bãi nô, rằng: Chế độ nô lệ ở Hoa Kỳ! Đấy là một tấm gương xấu mà chính nền Cộng hòa bên đó phải có nghĩa vụ xóa bỏ... Hợp chúng quốc Hoa Kỳ sẽ phải bác bỏ tự do nếu không làm thế được chế độ nô lệ. Năm 1859, ông viết một lá thư gửi cho Chính phủ Hoa Kỳ yêu cầu họ tha mạng cho người ủng hộ bãi nô John Brown để danh tiếng họ sau này không bị ảnh hưởng xấu. Hugo đã biện minh cho hành động của John Brown qua những lời sau: "Nếu như nổi dậy là một nghĩa vụ linh thiêng thì chắc chắn rằng sự thiêng liêng đó được dùng để chống chế độ nô lệ." Hugo đã đồng ý truyền tin và bán một trong những bức tranh nức tiếng nhất của ông, "Le Pendu" (Người bị treo), bức tranh được xem là sự tôn kính của ông dành cho John Brown, vì như thế thì một người có thể "giữ cho kí ức người giải phóng các anh em da đen của chúng ta còn sống mãi trong mọi tâm hồn, kí ức về người liệt sĩ quả cảm John Brown khi ông đã hi sinh vì Chúa như Chúa cũng đã ra đi."
Chỉ cần sót lại một nô lệ thôi cũng đủ làm vấy bẩn quyền tự do của tất cả. Cho nên sự xóa bỏ chế độ nô lệ, ngay tại thời khác này, là mục đích tối thượng của mọi nhà tư duy.— Victor Hugo, 17 tháng 1, 1862, 

Victor Hugo đã chiến đấu suốt đời để xóa bỏ án tử hình với tư cách là một tiểu thuyết gia, nhà viết báo và thành viên Nghị viện. Quyển Ngày cuối cùng của một tử tù xuất bản năm 1829 đã phân tích nỗi đau của một người đàn ông đang chờ bị hành quyết; một số mục của "Những Điều đã thấy" (Choses vues), cuốn nhật ký mà ông lưu giữ từ năm 1830 đến 1885, thể hiện sự lên án kiên quyết của ông đối với những gì ông coi là một bản án man rợ; vào ngày 15 tháng 9 năm 1848, bảy tháng sau Cách mạng Pháp năm 1848, ông đọc một bài phát biểu trước Quốc hội và kết luận, "Các anh đã lật đổ ngai vàng. [...] Bây giờ hãy lật đổ đoạn đầu đài. "  Ảnh hưởng của ông được ghi nhận trong việc loại bỏ án tử hình khỏi hiến pháp tại Thụy Sĩ, Bồ Đào Nha và Colombia . Ông cũng đã cầu xin Benito Juárez tha cho hoàng đế Maximilian I của Mexico mới bị bắt nhưng cũng vô ích.

Mặc dù Napoléon III đã ban lệnh ân xá cho tất cả những người lưu vong chính trị vào năm 1859, Hugo vẫn từ chối quay về, vì điều đó có nghĩa là ông sẽ phải hạn chế những lời chỉ trích của mình đối với chính phủ. Chỉ sau khi Napoléon III mất quyền lực và nền Cộng hòa thứ ba được tuyên bố, Hugo mới trở về quê hương vào năm 1870, sau đó ông nhanh chóng được bầu vào Quốc hội và Thượng viện.

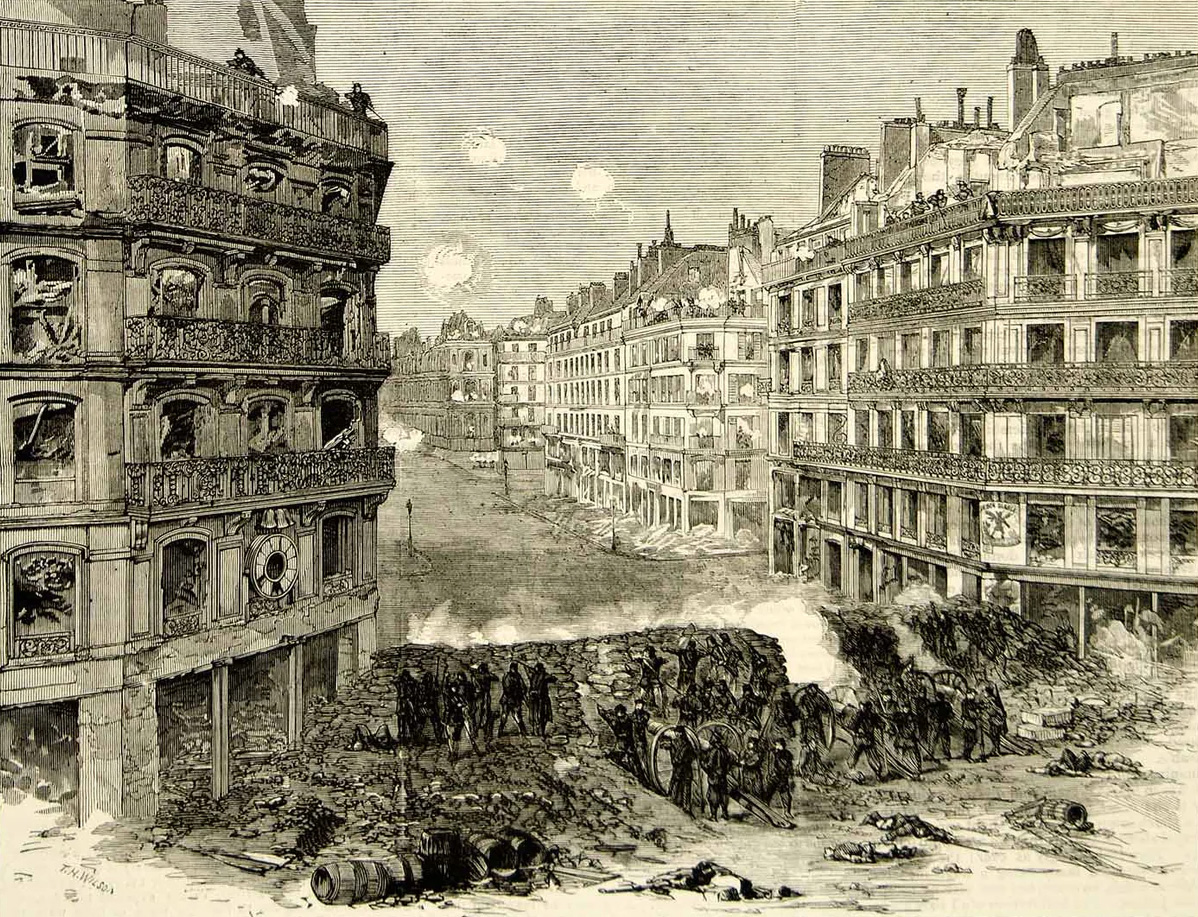
Các thành viên Công xã bảo vệ chiến lũy trên đường Rivoli

Ông đã ở Paris trong cuộc bao vây của Quân đội Phổ vào năm 1870, và được cho rằng đã ăn thịt thú vật do Sở thú Paris tặng cho ông. Khi cuộc bao vây tiếp diễn, và thực phẩm ngày càng trở nên khan hiếm hơn, ông viết trong nhật ký rằng ông đã giảm "ăn những thứ không biết".
Trong giai đoạn nắm quyền từ ngày 18 tháng 3 năm 1871 đến ngày 28 tháng 5 của chính quyền cách mạng Công xã Paris - Victor Hugo đã chỉ trích gay gắt những hành động tàn bạo của cả hai bên. Vào ngày 9 tháng 4, ông viết trong nhật ký của mình, "Nói ngắn gọn là, cái Công xã này dốt bao nhiêu thì Quốc hội dữ bấy nhiêu. Hai bên đều có trò dại dột hết."  Tuy nhiên, ông đã đưa ra quan điểm khi đề nghị hỗ trợ các thành viên của Công xã bị đàn áp dã man. Ông ở Brussels từ ngày 22 tháng 3 năm 1871 và trong số ra ngày 27 tháng 5 của tờ báo Bỉ l'Indépendance Victor Hugo tố cáo việc chính phủ từ chối cấp tị nạn chính trị cho những người Cộng sản bị đe dọa bỏ tù, trục xuất hoặc bị hành quyết. Điều này gây náo động đến nỗi vào buổi tối, một đám đông từ năm mươi đến sáu mươi người đã cố xông vào nhà của văn thân, hô hào lên: "Cái chết cho Victor Hugo! Treo cổ hắn đi! Chết cho cái tên vô lại!".
Có người thù địch với anh sao? Phải chăng đó là câu chuyện của những con người vĩ đại đã có những cống hiến cao cả và đã biết tạo nên ý tưởng mới?— Victor Hugo, Villemain (1845)

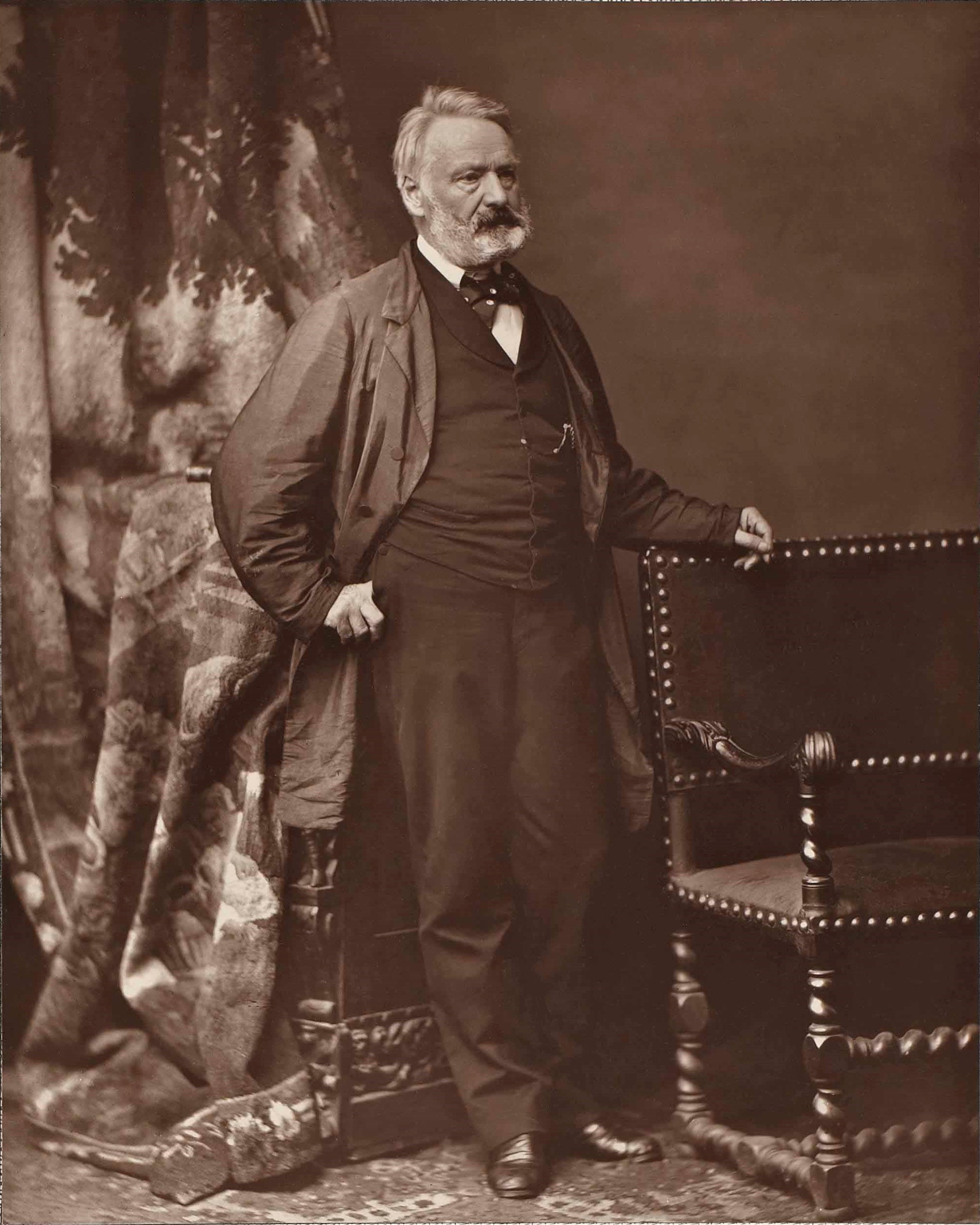
Victor Hugo năm 1870, ảnh của Bertall

Victor Hugo, người đã nói "Một cuộc chiến tranh giữa những người Châu Âu là một cuộc nội chiến", là một người ủng hộ nhiệt tình cho việc thành lập Hợp chúng quốc Châu Âu . Ông trình bày quan điểm của mình về chủ đề này trong một bài phát biểu tại Đại hội Hòa bình Quốc tế diễn ra ở Paris năm 1849. Đại hội, mà trong đó Hugo là Chủ tịch, đã chứng tỏ bản thân là một thành công quốc tế, thu hút các triết gia nổi tiếng như Frederic Bastiat, Charles Gilpin, Richard Cobden và Henry Richard . Hội nghị đã giúp đưa Hugo trở thành một diễn giả nổi bật trước công chúng và làm vang đội danh tiếng của ông, đồng thời thúc đẩy lý tưởng "Hợp chúng quốc Châu Âu". Vào ngày 14 tháng 7 năm 1870, ông đã "trồng cây sồi của Hợp chúng quốc Châu Âu" trong khu vườn của Ngôi nhà Hauteville, nơi ông đã ở trong thời gian lưu vong tại Guernsey từ năm 1856 đến năm 1870. Cuộc thảm sát những người theo đạo Cơ đốc Balkan do người Thổ vào năm 1876 đã truyền cảm hứng cho ông viết bài Pour la Serbie (Vì Serbia) trên tờ báo Le Rappel của các con trai ông. Bài phát biểu này ngày nay được coi là một trong những hành vi sáng lập của lý tưởng châu Âu.
Vì quan tâm đến quyền của nghệ sĩ và quyền tác giả, ông là thành viên sáng lập của Association Littéraire et Artistique Internationale (Liên minh Văn chương và Nghệ thuật Quốc tế) , dẫn đến Công ước Berne về bảo hộ các tác phẩm văn học và nghệ thuật. Tuy nhiên, trong "Pauvert", tài liệu lưu trữ đã xuất bản, ông tuyên bố mạnh mẽ rằng "bất kỳ tác phẩm nghệ thuật nào cũng có hai tác giả: những người cảm nhận một cách khó hiểu điều gì đó, một người sáng tạo dịch những cảm xúc này và những người hiến dâng tầm nhìn của mình về cảm giác đó. Khi một trong các tác giả qua đời, quyền hoàn toàn nên được trao lại cho bên còn lại: người dân ". Victor Hugo là một trong những người ủng hộ khái niệm "Người trả lương công cộng Domainel", theo đó một khoản phí danh nghĩa sẽ được tính cho việc sao chép hoặc biểu diễn các tác phẩm trong phạm vi công cộng, và khoản tiền này sẽ được đưa vào một quỹ chung dành riêng cho việc giúp đỡ các nghệ sĩ, đặc biệt là những người trẻ tuổi.

## Quan điểm tôn giáo
Quan điểm tôn giáo của Hugo đã thay đổi hoàn toàn trong suốt cuộc đời của ông. Khi còn trẻ và dưới ảnh hưởng của mẹ mình, ông là một người Công giáo và tuyên bố tôn trọng hệ thống phẩm trật và thẩm quyền của Giáo hội. Từ đó, ông trở thành một người Công giáo không theo đạo và ngày càng thể hiện quan điểm chống Công giáo và chống giáo sĩ. Ông lui tới Thông linh luận trong lưu vong của mình (nơi ông cũng đã tham gia vào nhiều hoạt động Lên đồng được tiến hành bởi Quy cô Delphine de Girardin) và trong những năm sau đó xác định thành người theo chủ nghĩa duy lý tự nhiên thần giáo tương tự như tán thành bởi Voltaire. Năm 1872, một nhân viên điều tra dân số hỏi Hugo rằng ông có phải là người Công giáo không, và ông trả lời: "Không. Tư tưởng tự do".
Sau năm 1872, Hugo không bao giờ hết ác cảm với Giáo hội Công giáo. Ông cảm thấy Giáo hội thờ ơ trước cảnh ngộ của giai cấp công nhân dưới sự áp bức của chế độ quân chủ. Có lẽ ông cũng khó chịu vì tần suất tác phẩm của ông xuất hiện trong danh sách sách bị cấm của Giáo hội. Hugo thống kê được 740 vụ tấn công Những người khốn khổ trên báo chí Công giáo. Khi con trai của Hugo là Charles và François-Victor chết, ông đinh ninh rằng hai người nên được chôn cất nơi không có cây thánh giá hay linh mục nào. Trong di chúc của mình, ông đã quy định tương tự về cái chết và tang lễ của bản thân.
Tuy nhiên, ông tin vào sự sống sau cái chết và cầu nguyện mỗi sáng và tối, tin chắc như ông đã viết trong The Man Who Laughs (Người đàn ông cười) rằng "Lễ Tạ ơn đã chắp cánh và bay đến đúng đích của nó. Lời cầu nguyện của ta hiểu theo lối của nó tốt hơn là ta làm ".
Chủ nghĩa duy lý của Hugo có thể được tìm thấy trong các bài thơ như Torquemada (1869, về sự cuồng tín tôn giáo), The Pope (1878, chống giáo sĩ ), Các tôn giáo và tôn giáo (1880, phủ nhận tính hữu dụng của nhà thờ) và, được xuất bản sau đó, The End of Satan (Sự Tiêu vong của Ác quỷ Satan) và Thiên Chúa (1886 và 1891 tương ứng, trong đó ông đại diện cho thiên Chúa giáo như một Điểu sư và chủ nghĩa duy lý như một thiên thần). Vincent van Gogh đã viết: "Các tôn giáo qua đi, nhưng Chúa vẫn còn", của Jules Michelet, cho Hugo.

## Ảnh hưởng với âm nhạc
Mặc dù tài năng của Hugo không bao gồm khả năng âm nhạc đặc biệt, nhưng ông đã có tác động lớn đến thế giới âm nhạc thông qua nguồn cảm hứng mà các tác phẩm của ông cung cấp cho các nhà soạn nhạc của thế kỷ 19 và 20. Bản thân Hugo đặc biệt thích âm nhạc của Gluck và Weber. Trong Những người khốn khổ, ông gọi đoạn điệp khúc trong Euryanthe của Weber rằng: "có lẽ là bản nhạc đẹp nhất từng được sáng tác". Ông cũng rất ngưỡng mộ Ludwig van Beethoven và đánh giá cao các tác phẩm của các nhà soạn nhạc từ những thế kỷ trước như Palestrina và Monteverdi.

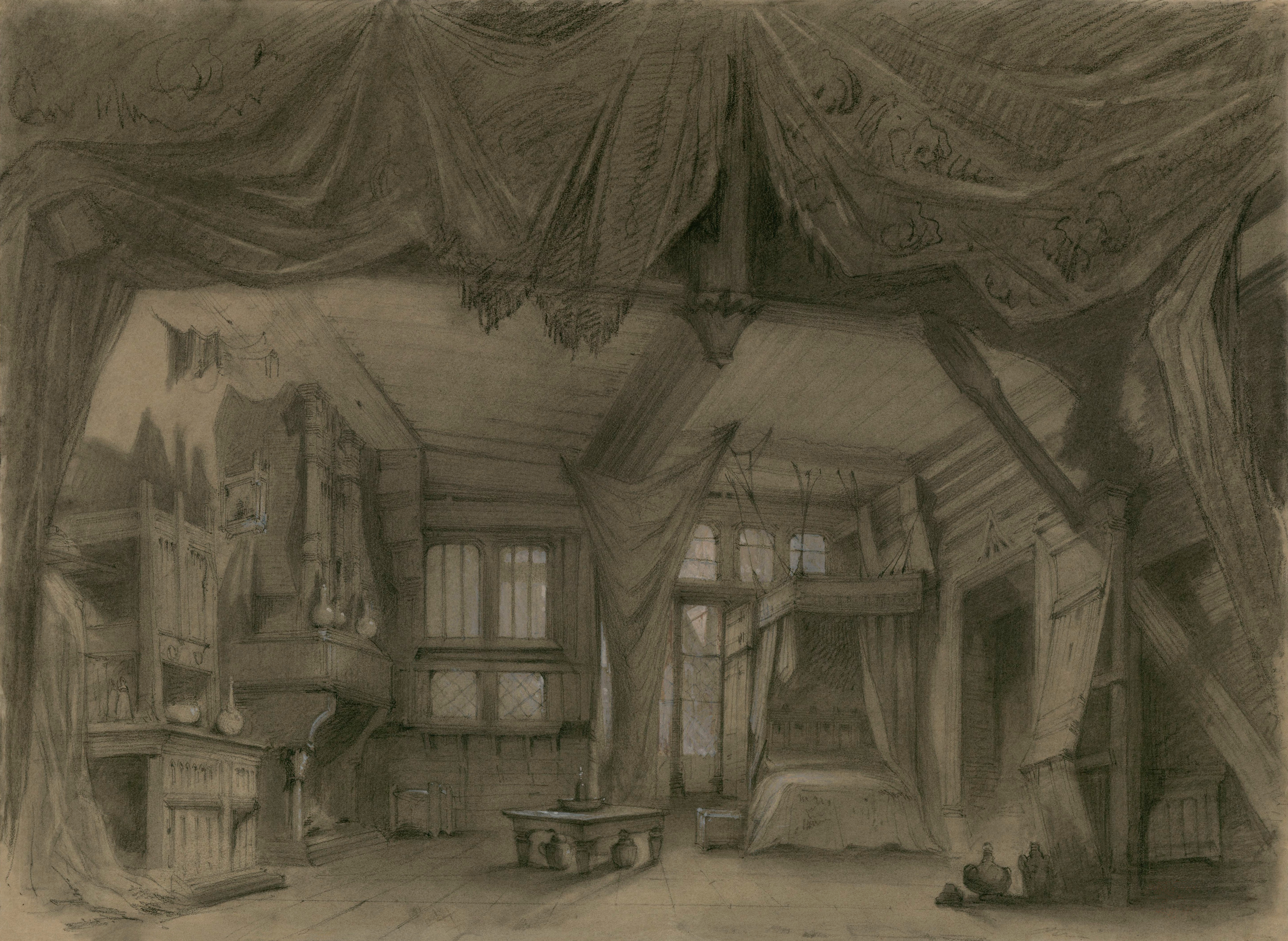
Sân khấu trong vở kịch La Esmeralda, Màn 3, Cảnh 2. Tranh của Charles-Antoine Cambon

Hugo có hai người bạn là nhạc sĩ nổi tiếng của thế kỷ 19: Hector Berlioz và Franz Liszt. Sau đó, ông đã chơi đàn với Beethoven tại nhà của mình, và Hugo đã nói đùa trong một bức thư gửi cho một người bạn rằng, nhờ những bài học piano của Liszt, ông đã học được cách chơi một bài hát yêu thích trên dương cầm đàn chỉ bằng một ngón tay. Hugo cũng đã làm việc với nhà soạn nhạc Louise Bertin, viết lời nhạc cho vở opera La Esmeralda năm 1836 của cô, dựa trên nhân vật trong Nhà thờ Đức Bà Paris. Do nhiều lý do khác nhau, vở opera đã sớm đóng cửa sau buổi biểu diễn và ngày nay nó ít được biết đến, nhưng giờ nó được hưởng một sự hồi sinh hiện đại, cả trong một phiên bản hòa tấu piano, bài hát của Liszt tại Festival international Victor Hugo et Égaux 2007 và trong một phiên bản đầy đủ cho dàn nhạc được trình bày vào tháng 7 năm 2008 tại Le Festival de Radio France et Montpellier Languedoc-Roussillon.
Hơn một nghìn tác phẩm âm nhạc đã được lấy cảm hứng từ các tác phẩm của Hugo từ thế kỷ 19 cho đến ngày nay. Đặc biệt, các vở kịch của Hugo, trong đó ông từ chối các quy tắc của sân khấu cổ điển để ủng hộ kịch lãng mạn, đã thu hút sự quan tâm của nhiều nhà soạn nhạc, những người đã chuyển thể chúng thành các vở opera. Hơn một trăm vở opera dựa trên tác phầm của Hugo như Lucrezia Borgia (1833) của Donizetti, Rigoletto (1851) và Ernani (1844) của Verdi, và La Gioconda (1876) của Ponchielli.
Tiểu thuyết của Hugo, cũng như các vở kịch của ông, đã là nguồn cảm hứng tuyệt vời cho các nhạc sĩ, khuấy động họ để tạo ra không chỉ opera và ballet mà còn cả các nhạc kịch như Notre-Dame de Paris và Những người khốn khổ ngày càng nổi tiếng, với vở Những người khốn khổ hoạt động lâu nhất trong nhà hát London West End. Ngoài ra, những bài thơ của Hugo đã thu hút một lượng lớn sự quan tâm đặc biệt từ các nhạc sĩ, và nhiều giai điệu đã được các nhà soạn nhạc như Berlioz, Bizet, Fauré, Franck, Lalo, Liszt, Massenet, Saint-Seins, Rachmaninoff, và Wagner .
Ngày nay, tác phẩm của Hugo tiếp tục là nguồn cảm hứng cho các nhạc sĩ sáng tác mới. Ví dụ, cuốn tiểu thuyết chống lại hình phạt tử hình của Hugo, Ngày cuối cùng của một tử tù, đã được chuyển thể thành một vở opera bởi David Alagna, với văn ca kịch của Frédérico Alagna và được ra mắt bởi anh trai của hai người, giọng nam cao Roberto Alagna , vào năm 2007. Tại Guernsey, cứ hai năm một lần, Lễ hội Âm nhạc Quốc tế Victor Hugo thu hút rất nhiều nhạc sĩ và buổi ra mắt các bài hát được đặt hàng đặc biệt từ những nhà soạn nhạc như Guillaume Connesson, Richard Dubugnon, Olivier Kaspar và Thierry Escaich và dựa trên thơ của Hugo.
Đáng chú ý rằng nguồn cảm hứng cho các tác phẩm âm nhạc không chỉ nằm ở tác phẩm văn học của Hugo mà còn ở các tác phẩm chính luận của ông. Ví dụ, vào năm 2009, nhà soạn nhạc người Ý Matteo Sommacal được Festival "Bagliori d'autore" ủy quyền và đã viết một tác phẩm cho dàn diễn giả và hòa tấu thính phòng có tựa đề Actes et paroles, với một đoạn văn do Chiara Piola Caselli soạn thảo sau bài phát biểu chính trị cuối cùng của Victor Hugo đề cập đến Assemblée législative, "Bản sửa đổi của Hiến pháp Sur la" (18 tháng 7 năm 1851), và được công chiếu lần đầu tại Rome vào ngày 19 tháng 11 năm 2009, trong khán phòng của Institut français, Trung tâm Saint-Louis, Đại sứ quán Pháp tại Tòa thánh của Piccola Accademia degli Specchi với sự góp mặt của nhà soạn nhạc Matthias Kadar.

## Cuối đời và qua đời

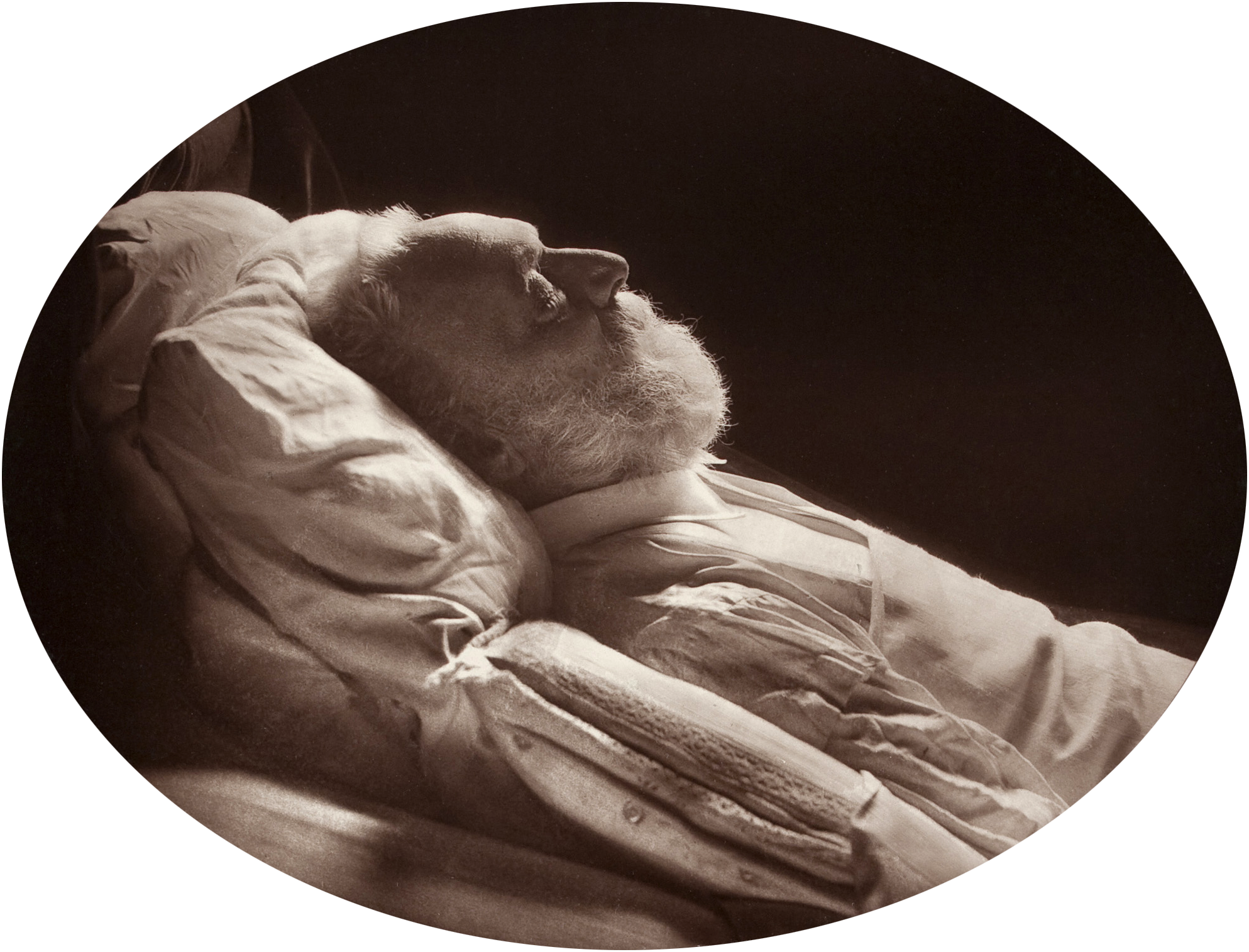
Hugo ngụ trên giường chết, ảnh của Nadar

Khi Hugo trở lại Paris vào năm 1870, cả nước đã ca ngợi ông như một anh hùng dân tộc. Ông tự tin rằng mình sẽ được loại bỏ chế độ độc tài, thể hiện qua những ghi chép mà ông lưu giữ vào thời điểm đó: "Chế độ độc tài là một tội ác. Đây là một tội ác mà tôi sẽ phạm phải" ông cảm thấy mình phải gánh vác trách nhiệm đó. Mặc dù nổi tiếng, Hugo vẫn thất cử trong cuộc tái tranh cử vào Quốc hội năm 1872.
Trong suốt cuộc đời của mình, Hugo luôn tin tưởng vào sự tiến bộ không ngừng của con người. Trong bài phát biểu cuối cùng trước công chúng vào ngày 3 tháng 8 năm 1879, ông đã tiên tri một cách lạc quan quá mức, "Trong thế kỷ XX chiến tranh sẽ chết, đoạn đầu đài sẽ chết, hận thù sẽ chết, biên cương giới hạn sẽ chết, những giáo điều sẽ chết; con người sẽ sống."
Trong một thời gian ngắn, ông bị đột quỵ nhẹ, con gái Adèle của ông bị đưa vào nhà thương điên, và hai con trai của ông qua đời. (Tiểu sử của Adèle đã truyền cảm hứng cho bộ phim Câu chuyện về Adele H.) Vợ ông Adèle đã qua đời vào năm 1868
Người tình chung thủy của ông, Juliette Drouet qua đời năm 1883, chỉ hai năm trước khi ông qua đời. Bất chấp nổi đau tin thần, Hugo vẫn cam kết vì sự nghiệp thay đổi chính trị. Vào ngày 30 tháng 1 năm 1876, ông được bầu vào Thượng viện mới được thành lập. Giai đoạn cuối cùng trong sự nghiệp chính trị của ông được coi là một thất bại. Hugo không đạt được nhiều thành tích trong Thượng viện.

Hugo bị đột quỵ nhẹ vào ngày 27 tháng 6 năm 1878.

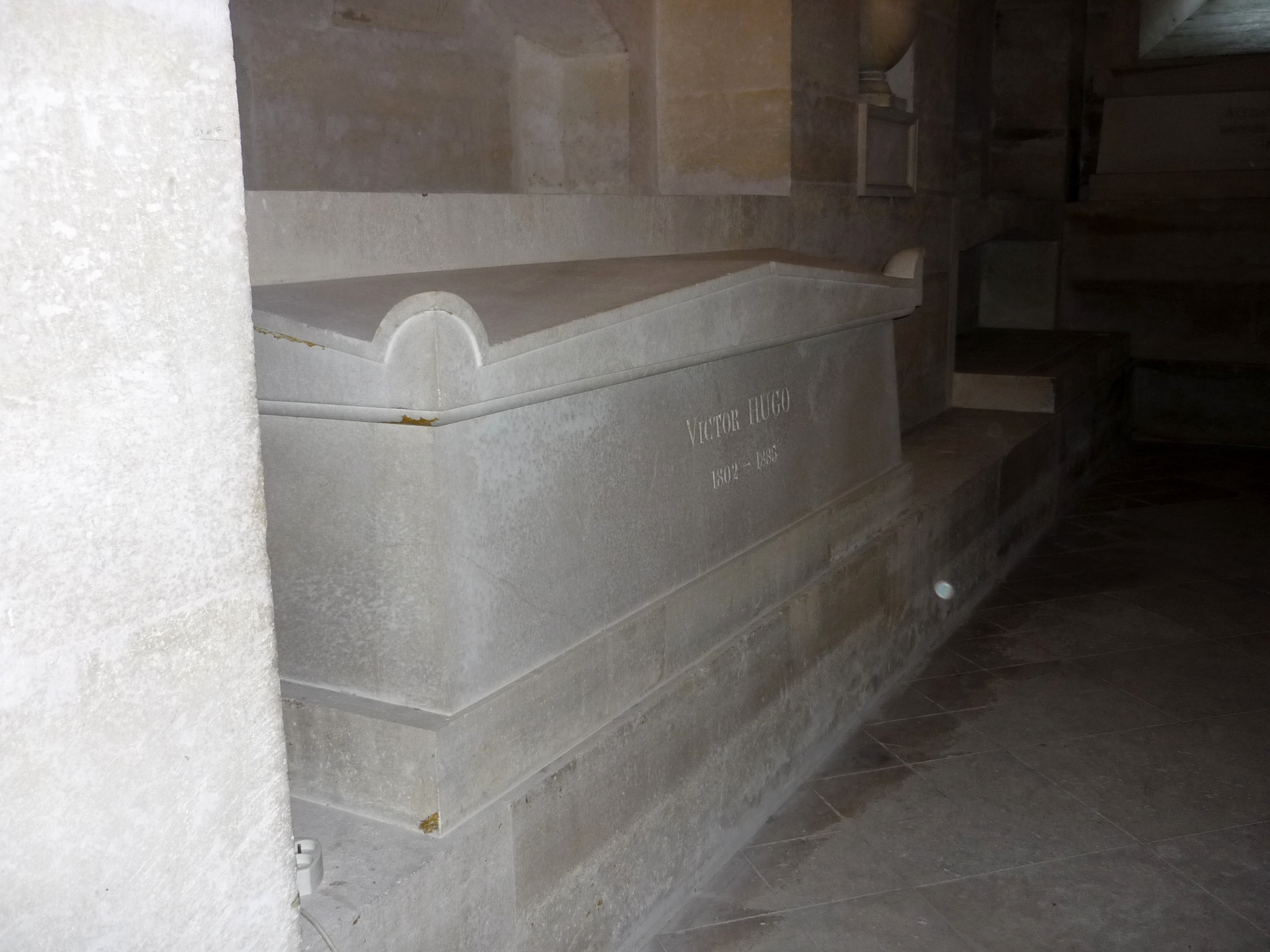
Ngôi mộ của Victor Hugo tại điện Panthéon

Để tôn vinh ông đã bước vào tuổi 80, một trong những lễ tưởng nhớ lớn nhất dành cho một nhà văn còn sống đã được tổ chức. Lễ kỷ niệm bắt đầu vào ngày 25 tháng 6 năm 1881, khi Hugo được tặng bằng Sèvres bình hoa, món quà truyền thống dành cho các vị vua. Vào ngày 27 tháng 6, một trong những cuộc diễu hành lớn nhất trong lịch sử nước Pháp đã được tổ chức.
Những người tuần hành trải dài từ Avenue d'Eylau, nơi tác ông đang sống, ở Champs-Élysées, và tất cả các con đường đến trung tâm của Paris. Những người diễu hành đã diễu hành trong sáu giờ khi Hugo ngồi bên cửa sổ nhà mình. Mỗi inch và chi tiết của sự kiện đều dành cho Hugo, hướng dẫn viên chính thức thậm chí còn đeo hoa ngô như một sự ám chỉ đến bài hát của Fantine trong Les Misérables. Vào ngày 28 tháng 6, thành phố Paris đổi tên Đại lộ d'Eylau thành Đại lộ Victor-Hugo. Từ đó, các bức thư gửi tới đây được dán nhãn "Gửi cho ông Victor Hugo, Tại đại lộ của ông, Paris".
Hai ngày trước khi chết, ông đã để lại một bức thư với những lời cuối cùng: "Yêu là phải hành động".
Vào ngày 20 tháng 5 năm 1885, Le Petit Journal đã xuất bản bản tin y tế chính thức về tình trạng sức khỏe của Hugo. "Bệnh nhân lừng lẫy" đã hoàn toàn tỉnh táo và nhận thức được rằng không còn hy vọng nào cho mình. Họ cũng báo cáo từ một nguồn đáng tin cậy rằng vào một thời điểm trong đêm ông đã thì thầm câu alexandrin, "En moi c'est le combat du jour et de la nuit" - "Trong tôi, đây là cuộc chiến giữa ngày và đêm". Le Matin đã xuất bản một phiên bản dịch khác, "Đây là trận chiến giữa ngày và đêm."
Biết tạo sự cân bằng là tốt, biết tạo sự hòa hợp là giỏi.— Victor Hugo

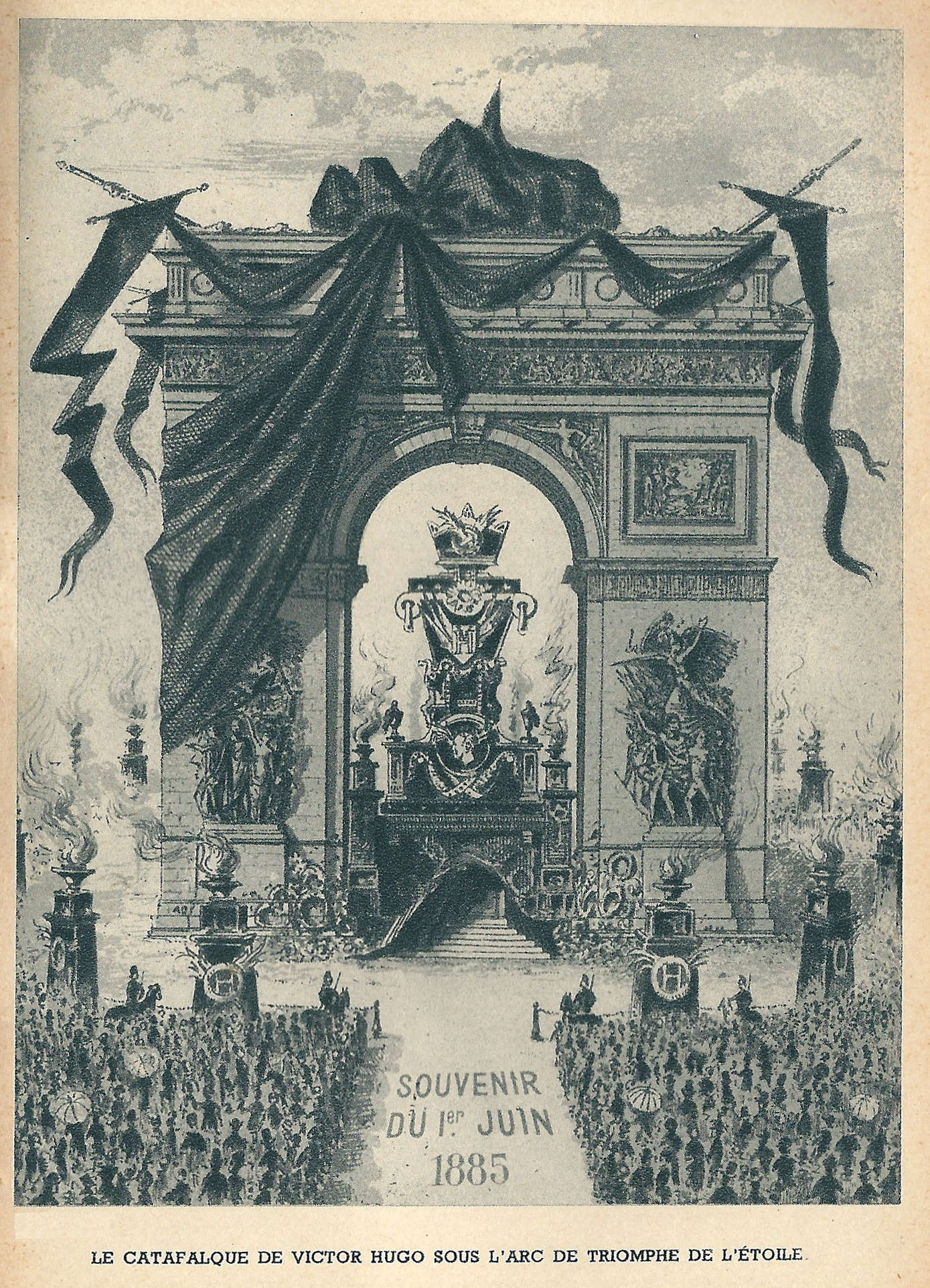
Lễ quốc tang của Victor Hugo dưới mái vòm của Khải Hoàn Môn vào ngày 1 tháng 6, năm 1885.

Hugo qua đời vì bệnh viêm phổi vào ngày 22 tháng 5 năm 1885, ở tuổi 83. Tang lễ của ông được cử hành quốc tang long trọng. Ông không chỉ được tôn kính như một nhân vật vĩ đại trong văn học, mà còn là một chính khách đã định hình nên nền Cộng hòa thứ ba và nền dân chủ ở Pháp. Trong suốt cuộc đời của mình, ông vẫn là một người bảo vệ tự do, bình đẳng và tình huynh đệ cũng như một nhà vô địch kiên quyết của nền văn hóa Pháp. Năm 1877, 75 tuổi, ông viết, "Tôi không thuộc kiểu của mấy ông già dễ tính. Tôi vẫn sẽ nổi nóng và bạo lực. Tôi hét lên và tôi cảm thấy phẫn nộ và tôi khóc. Khốn cho ai làm hại nước Pháp! Tôi tuyên bố sẽ chết trong vai một người yêu nước cuồng tín."
Mặc dù ông đã yêu cầu một tang lễ một cách giản dị, chính phủ lại tổ chức tang lễ cấp nhà nước cho ông theo sắc lệnh của Tổng thống Jules Grévy. Hơn hai triệu người đã tham gia đám tang của ông ở Paris từ Khải Hoàn Môn đến điện Panthéon, nơi ông được chôn cất trong hầm mộ cùng với Alexander Dumas và Émile Zola. Hầu hết các thị trấn và thành phố lớn của Pháp đều có đường phố hoặc quảng trường mang tên ông.
Hugo để lại năm câu như di chúc cuối cùng của mình, được xuất bản chính thức:
Je donne cinquante mille francs aux pauvres. Je veux être enterré dans leur corbillard.

Je refuse l'oraison de toutes les Églises. Je demande une prière à toutes les âmes.

Je crois en Dieu.

Tôi xin trao năm mươi ngàn francs cho những người nghèo khó. Tôi ước mình được chôn trong loại xe tang như của họ.

Tôi từ chối mọi lời chúc phúc từ Giáo hội. Tôi mong có lời thỉnh nguyện cho mọi linh hồn.

Tôi tin vào Thượng Đế.

## Hội hoạ
Hugo đã xuất bản hơn 4.000 bản vẽ. Thập kỉ 1830 là lúc ông đã sáng tác khá nhiều bản phác thảo và các bức biếm họa, đồng thời việc vẽ tranh núi hoặc tượng kỷ niệm bằng bút chì trong quyển nhật kí lưu vong của ông đã trở thành một thói quen. Ban đầu được ông xem như một sở thích bình thường, hội họa dần trở nên quan trọng hơn đối với Hugo ngay trước khi sống lưu vong khi ông quyết định ngừng viết để cống hiến cho chính trị. Hugo chỉ vẽ trên giấy, và thường là những bức tranh nhỏ có màu nâu sẫm hoặc màu đen của bút và mực, đôi khi có màu trắng.

Tranh của ông bắt đầu có một kiểu mẫu mới kể từ khi được truyền cảm hứng từ các chuyến đi bên bờ sông Rhein với Juliette Drouet, họa tiết các bức ấy gồm nhiều nét than chì tượng trưng cho những thành phố điển hình ở thung lũng Rhein. Trong những năm lưu vong tại quần đảo Eo Biển ở Jersey và Guernsey từ 1852 đến 1870, Victor Hugo được truyền cảm hứng từ cảnh biển bao la và đã sáng tác nhiều bức đỉnh cao, đa số là tranh cảnh biển, bão tố và thuyền bị đắm, với sự ứng dụng của vài kĩ thuật đồ họa độc đáo như giấy nến, đường giấy cắt, và in ren. Các bản vẽ còn sót lại được hoàn thiện một cách đáng ngạc nhiên và "hiện đại" trong phong cách và cách thực hiện chúng, báo trước các kỹ thuật thử nghiệm của Chủ nghĩa Siêu thực và Chủ nghĩa biểu hiện Trừu tượng .
Các bức tranh của Victor Hugo
- Ville avec le pont de Tumbledown, (Thị trấn với Cầu Tumbledown), năm 1847.
- Pieuvre avec les initiales V.H.,  ("Bạch tuộc" có tên viết tắt là V.H.), 1866.
- Le Rocher de l'Ermitage dans un paysage imaginaire  (Ermitage Rock trong một cảnh quan tưởng tượng)
- Le phare  (Ngọn hải đăng)
- Gavroche a onze ans,  (Gavroche lúc mười một tuổi).
- Soleil couchant (Mặt trời lặn)
- La Durande (Durande)
- Ma destinée (Số phận của tôi)
- Souvenir de Turnhout (Tưởng nhớ Turnhout)
- Château dans les arbres (Lâu đài trên cây)
- Souvenir de Burscheid (Tưởng nhớ Burscheid)
- Le rocher Ortach (Hòn đá Ortach)

Ông sẽ không ngần ngại sử dụng giấy nến, vết mực, vũng nước và vết bẩn, ấn tượng bằng ren của con mình, "pliage" hoặc gấp (ví dụ: Rorschach blots), "grattage" hoặc cọ xát, thường sử dụng than từ que diêm hoặc ngón tay của mình thay vì bút hoặc bút lông. Đôi khi ông còn cho cà phê hoặc bồ hóng vào để đạt được hiệu quả như ý muốn. Có thông tin cho rằng Hugo thường vẽ bằng tay trái hoặc không nhìn vào trang sách, hoặc trong các buổi Lên đồng Spiritist, để tiếp cận tâm trí vô thức của mình, một khái niệm chỉ được Sigmund Freud phổ biến sau này.
Mặc dù những tác phẩm hội họa của ông đa phần khá thân mật, một số lại được dùng để minh họa cho các tác phẩm văn chương của ông (như những bức vẽ dành cho Les Travailleuirs de la Mer (Lao động biển cả), Les Rhin, Les Orientales, và La Légende des siècle). Các bức tranh còn lại là chủ đề của một tác phẩm được xuất bản năm 1862 mang tên Những bức tranh của Victor Hugo. Sau khi ông mất, vào năm 1888, một số bức tranh được chưng bày để góp phần gây quỹ cho công trình xây dựng đài kỷ niệm tưởng nhớ nhà thơ. Mãi sau này các tác phẩm hội họa của Hugo mới được đưa vào những triển lãm danh giá như Mặt trời mực tại Petit Palais nhân lễ kỷ niệm bách chu niên của ông vào năm 1985, tương tự vào năm 2021 gần đây, triển lãm "Victor Hugo, các tác phẩm hội họa" được dự tính ra mắt tại Maison de Victor Hugo. Nhiều công trình triển lãm khác cũng xuất hiện ngoại quốc như ở Bologna, Bruxelles, Madrid, Zurich, Lausanne, New York, Los Angeles, và tại nhiều thành phố ở Nhật Bản.
Hugo đã giấu tác phẩm nghệ thuật của mình ra khỏi mắt công chúng, vì sợ nó sẽ làm lu mờ tác phẩm văn học của ông. Tuy nhiên, ông rất thích nói về những bức vẽ của mình với gia đình và bạn bè, nhiều trong số đó được tặng làm quà cho những người đến thăm khi ông sống lưu vong chính trị. Một số tác phẩm của ông đã được đánh giá cao bởi các nghệ sĩ đương đại như Vincent van Gogh và Delacroix người thứ hai bày tỏ quan điểm rằng nếu Hugo quyết định trở thành một họa sĩ thay vì một nhà văn, ông sẽ thua kém các nghệ sĩ trong thế kỷ của họ. Ông đã quyết định trao lại mọi bức vẽ và toàn bộ bản thảo của mình cho Thư viện Quốc gia Pháp.

## Đời tư

### Gia đình

#### Hôn nhân

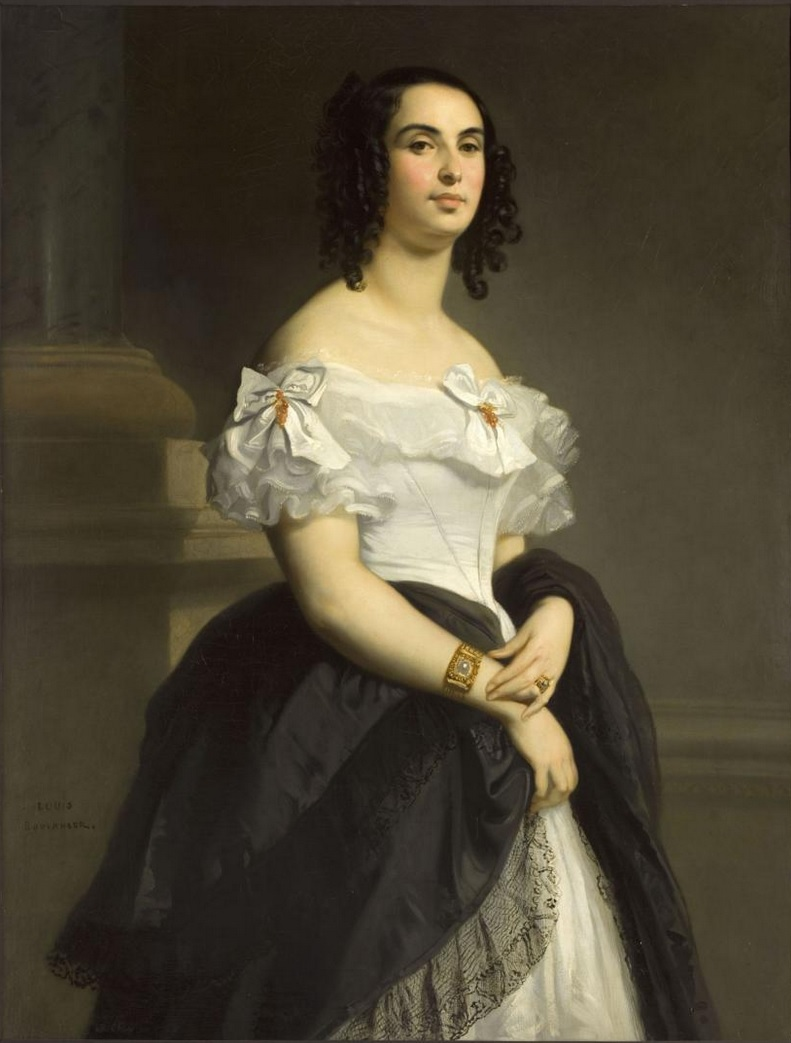
Adèle Foucher, tranh của Louis Boulanger

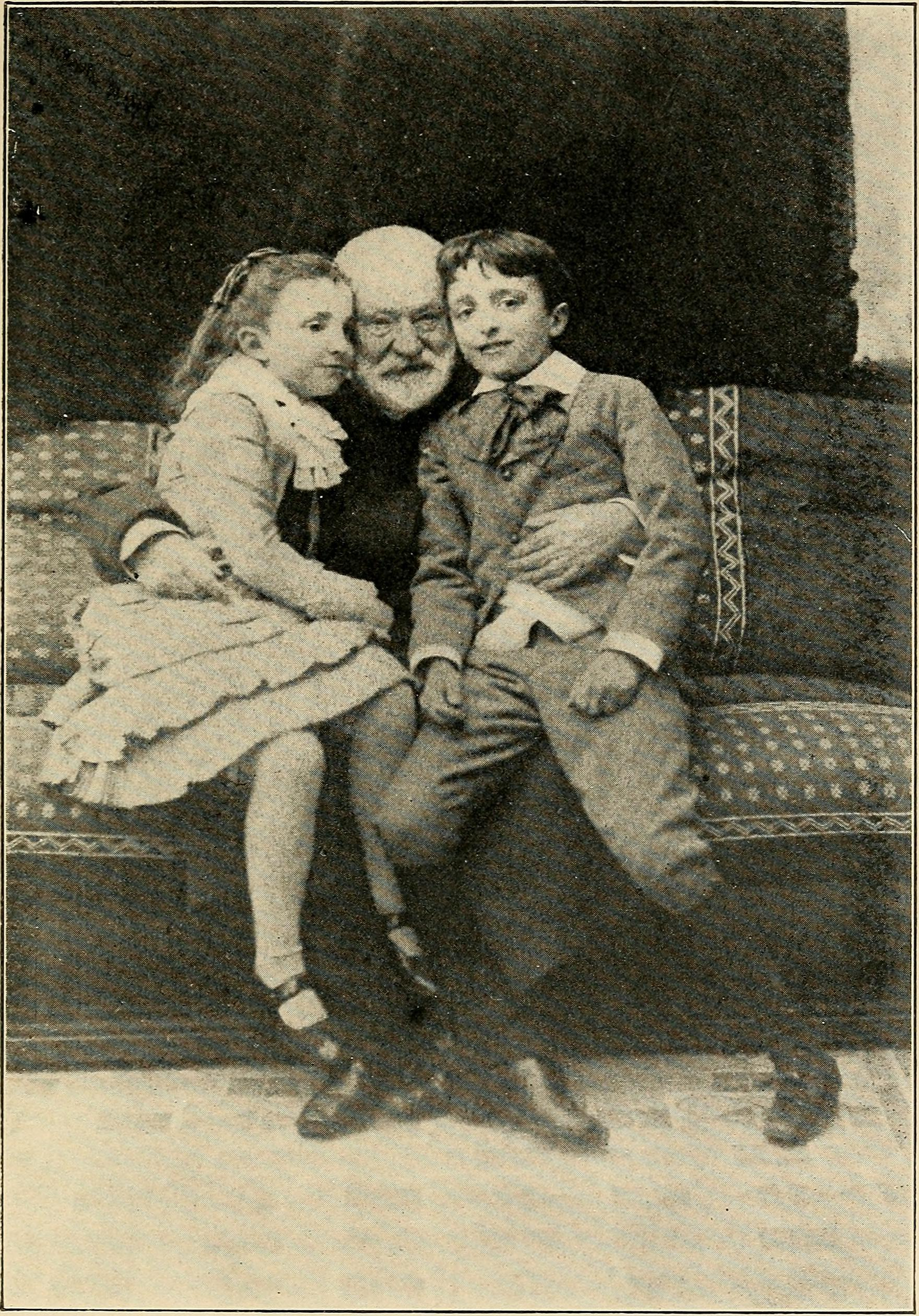
Hugo và hai người cháu của ông: Jeanne (bên trái) và Georges (bên phải), 1881

Victor Hugo kết hôn với Adèle Foucher, bạn thân 10 năm đầu đời, vào tháng 10 năm 1822 sau khi thiết lập một mối quan hệ lãng mạn giữa hai người vào năm 1819. Một số không ít bài thơ mà ông xuất bản từ 1822 đến 1835 đều được dành tặng cho người vợ của ông. Từ năm 1830 đến năm 1837 Adèle có quan hệ tình cảm với Charles-Augustin Sainte Beuve, một nhà phê bình và nhà văn.
Vào năm 1863, Adèle Foucher xuất bản tác phẩm "Victor Hugo thuật lại từ một nhân chứng của đời ông", đây là một bộ sưu tầm những ký ức riêng tư của chồng bà và những lời khai quý giá về cuộc đời của văn hào. Tác phẩm đã có sự cống hiến của Charles Hugo, Auguste Vacquerie, và đích thân chồng bà, Victor Hugo, cũng đã giúp hoàn thiện bộ sưu tầm này.
Bất chấp công việc riêng, Adèle và Hugo đã sống với nhau gần 46 năm cho đến khi bà qua đời tại Brussels vào ngày 27 tháng 8, năm 1868. Hugo khi đó vẫn bị trục xuất khỏi Pháp, ông đã không thể tham dự lễ tang của bà ở Villequier, nơi con gái ông Léopoldine được chôn cất.

#### Con cái
Adèle và Victor Hugo có đứa con đầu lòng vào năm 1823, nhưng cậu bé đã chết khi còn nhỏ. Vào ngày 28 tháng 8 năm 1824, đứa con thứ hai Léopoldine được sinh ra, tiếp theo là Charles vào ngày 4 tháng 11 năm 1826, François-Victor vào ngày 28 tháng 10 năm 1828, và Adèle vào ngày 28 tháng 7 năm 1830.

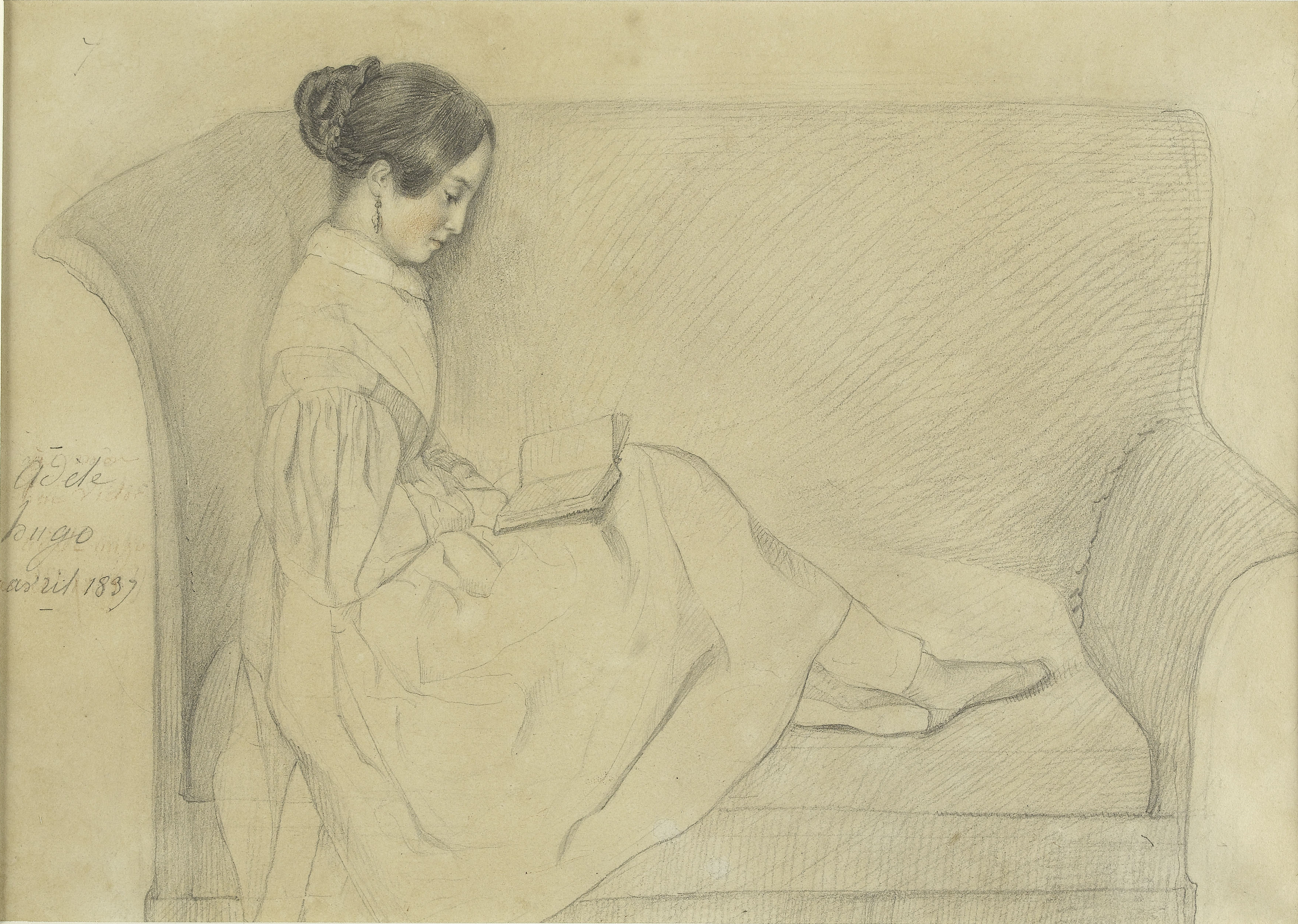
Léopoldine. Do mẹ cô vẽ, Adèle Foucher (1837)

Người con gái lớn nhất và được Victor Hugo yêu thương nhất, Léopoldine, qua đời năm 1843 ở tuổi 19, ngay sau cuộc hôn nhân của cô với Charles Vacquerie. Vào ngày 4 tháng 9, cô bị chết đuối trên sông Seine tại Villequier khi chiếc thuyền của cô bị lật. Người chồng trẻ của cô cũng đã chết khi cố gắng cứu cô. Cái chết khiến cha cô đau đớn tột cùng; Vào thời điểm đó, Hugo đang đi du lịch ở miền Nam nước Pháp, ông biết về cái chết của Léopoldine từ một tờ báo mà ông đọc trong một quán cà phê. Sau đó, ông đã viết nhiều bài thơ về cuộc sống và cái chết của con gái mình. Bài thơ nổi tiếng nhất của ông về vụ việc này là "Demain, dès l'aube" (Ngày mai, lúc Bình minh), trong đó ông mô tả việc đi thăm mộ con gái ông.

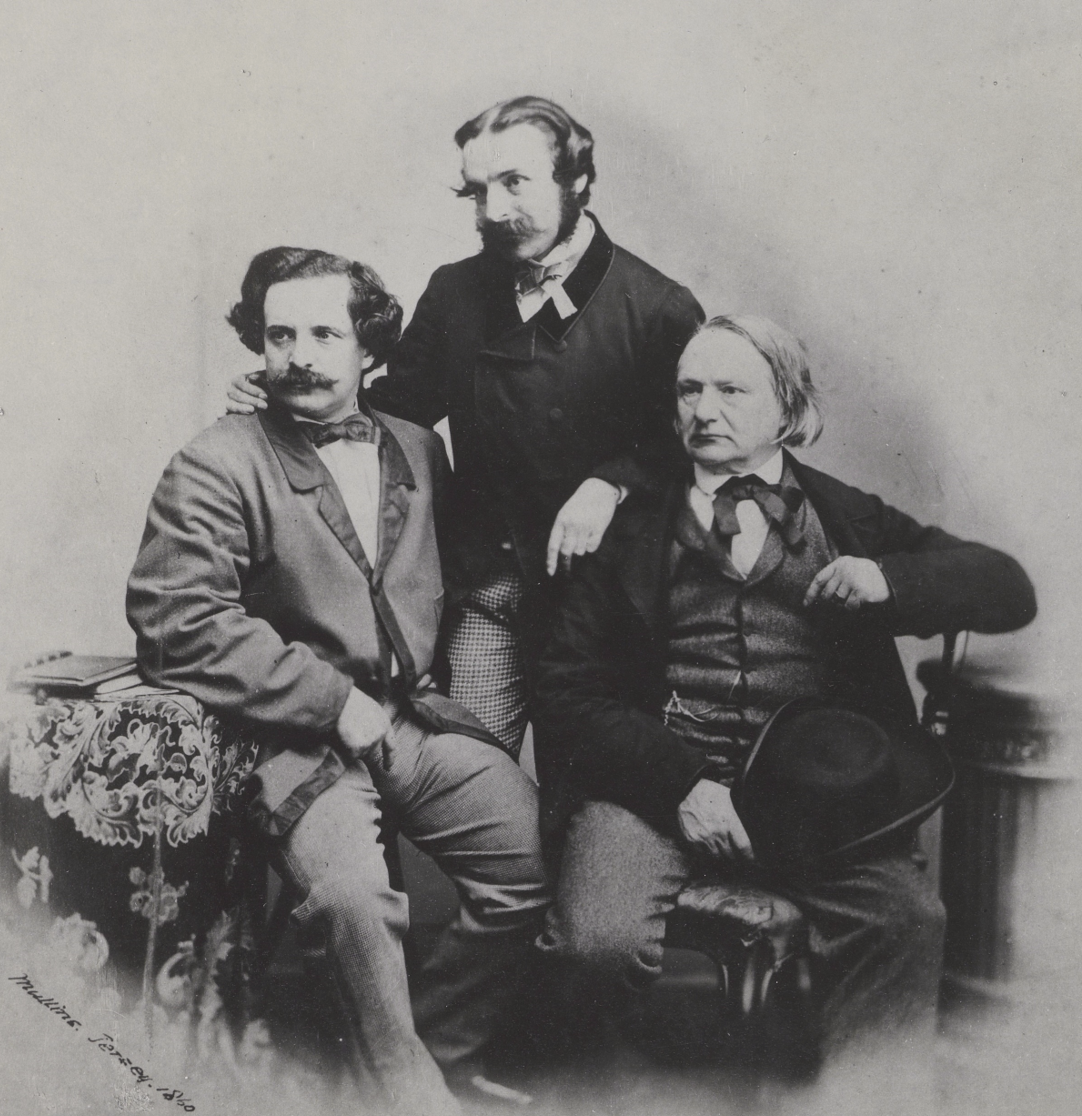
Victor Hugo (bên phải) với hai người con trai của ông: Charles Hugo (bên trái) và François-Victor Hugo (ở giữa)

Ông mô tả cú sốc và đau buồn của mình trong bài thơ nổi tiếng "À Villequeir" (Ở Villequier):
| Bản gốc Pháp: Hélas ! vers le passé tournant un œil d'envie, Sans que rien ici-bas puisse m'en consoler, Je regarde toujours ce moment de ma vie Où je l'ai vue ouvrir son aile et s'envoler ! Je verrai cet instant jusqu'à ce que je meure, L'instant, pleurs superflus ! Où je criai : L'enfant que j'avais tout à l'heure, Quoi donc ! Je ne l'ai plus ! | Bản Việt tạm dịch: Chao ôi! Mắt cha ghen tị, nhìn về quá khứ, Không gì làm sao an ủi cha, Cha nhìn mãi khoảnh khắc đời còn giữ, Nơi con chắp cánh bay xa nhà ! Giây phút này cha giữ đến chết vậy, Quãng lặng này có gì hơn, ôi trời ! Nơi cha khóc : Bé gái của tôi đấy, Sao ! Cha mất con rồi, con ơi ! |
| | |

### Lưu đày
Hugo quyết định sống lưu vong sau cuộc đảo chính của Napoléon III vào cuối năm 1851 . Sau khi rời Pháp, Hugo sống ở Brussels một thời gian ngắn vào năm 1851, và sau đó chuyển đến Quần đảo Channel, đầu tiên đến Jersey (1852–1855) và sau đó đến hòn đảo nhỏ hơn Guernsey vào năm 1855, nơi ông ở lại cho đến khi Napoléon III mất quyền lực vào năm 1870. Mặc dù Napoléon III tuyên bố đại xá năm 1859, theo đó Hugo có thể trở về Pháp một cách an toàn, nhưng tác giả vẫn sống lưu vong, chỉ trở về khi Napoléon III bị tước bỏ quyền lực do thành lập nền Cộng hòa thứ ba của Pháp vào năm 1870, do kết quả của thất bại của Pháp trong trận Sedan trong Chiến tranh Pháp-Phổ . Sau Cuộc vây hãm Paris từ 1870 đến 1871, Hugo sống một lần nữa ở Guernsey từ 1872 đến 1873, và sau đó cuối cùng trở về Pháp cho phần còn lại của cuộc đời. Năm 1871, sau cái chết của con trai Charvles, Hugo giành quyền chăm sóc các cháu Jeanne và Georges-Victor.

### Các mối quan hệ khác

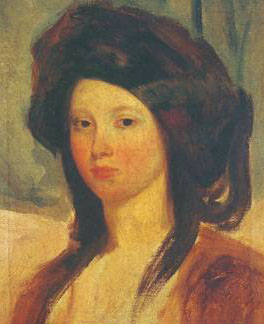
Juliette Drouet

#### Juliette Drouet
Từ tháng 2 năm 1833 cho đến khi bà qua đời vào năm 1883, Juliette Drouet đã dành trọn cuộc đời cho Victor Hugo, người không bao giờ kết hôn với bà kể cả sau khi vợ ông qua đời vào năm 1868. Ông đưa cô đi nhiều chuyến và cô theo anh lưu vong ở Guernsey . Ở đó Hugo thuê một ngôi nhà cho cô gần nhà Hauteville , ngôi nhà của gia đình anh. Cô ấy đã viết khoảng 20.000 bức thư trong đó cô ấy bày tỏ niềm đam mê của mình hoặc trút sự ghen tuông lên người yêu của cô ấy. Vào ngày 25 tháng 9 năm 1870 trong Cuộc vây hãm Paris (19 tháng 9 năm 1870 - 28 tháng 1 năm 1871) Hugo lo sợ điều tồi tệ nhất. Ông đã để lại cho các con của mình một bức thư có nội dung như sau:
"JD Cô ấy đã cứu mạng tôi vào tháng 12 năm 1851. Đối với tôi, cô ấy đã trải qua cuộc sống lưu vong. Chưa bao giờ linh hồn cô ấy rời bỏ tôi. Hãy để những người đã yêu tôi yêu cô ấy. Hãy để những người đã yêu thương tôi tôn trọng cô ấy. Cô ấy là góa phụ của tôi." VH 

#### Léonie d'Aunet
Trong hơn bảy năm, Léonie d'Aunet, một phụ nữ đã có gia đình, vướng vào mối quan hệ yêu đương với Hugo. Cả hai bị bắt quả tang ngoại tình vào ngày 5 tháng 7 năm 1845. Hugo, người đã là thành viên của Phòng những người ngang hàng kể từ tháng 4, tránh bị kết án trong khi tình nhân của ông phải ngồi tù hai tháng và sáu trong một tu viện. Nhiều năm sau khi chia tay, Hugo đã quan tâm đến việc hỗ trợ cô về mặt tài chính.

### Khác
Hugo đã tự do kiềm chế sự gợi cảm của mình cho đến vài tuần trước khi qua đời. Ông đã tìm kiếm rất nhiều phụ nữ ở mọi lứa tuổi, có thể là gái điếm, diễn viên, người ngưỡng mộ, người hầu hoặc nhà cách mạng như Louise Michel để hoạt động tình dục. Vừa là graphomaniac và erotomaniac, ông đã báo cáo một cách có hệ thống các công việc bình thường của mình bằng cách sử dụng mã riêng của mình, như Samuel Pepys đã làm, để đảm bảo rằng chúng sẽ được giữ bí mật. Ví dụ, ông viện đến từ viết tắt tiếng Latin (osc. nghĩa là những nụ hôn) hoặc Tây Ban Nha (Misma. Mismas cosas: Giống nhau. Những điều tương tự). Các từ đồng âm không ít khi xảy ra: Seins (Vú) trở thành Saint (Thánh); Poële (Bếp) thực chất là để chỉ Poils (Lông mu ). Phép tương tự cũng cho phép ông che giấu ý nghĩa thực sự: Suisses (Thụy Sĩ) của phụ nữ là bộ ngực của cô - do Thụy Sĩ nổi tiếng về sữa. Sau cuộc hẹn với một phụ nữ trẻ tên là Laetitia, Hugo sẽ viết Joie (Hạnh phúc) vào nhật ký của mình. Nếu ông thêm t.n. (toute nue) thì có nghĩa là cô ấy đã cởi truồng trước mặt ông. Các chữ cái đầu S.B. được phát hiện vào tháng 11 năm 1875 có thể ám chỉ Sarah Bernhardt .

## Vinh danh

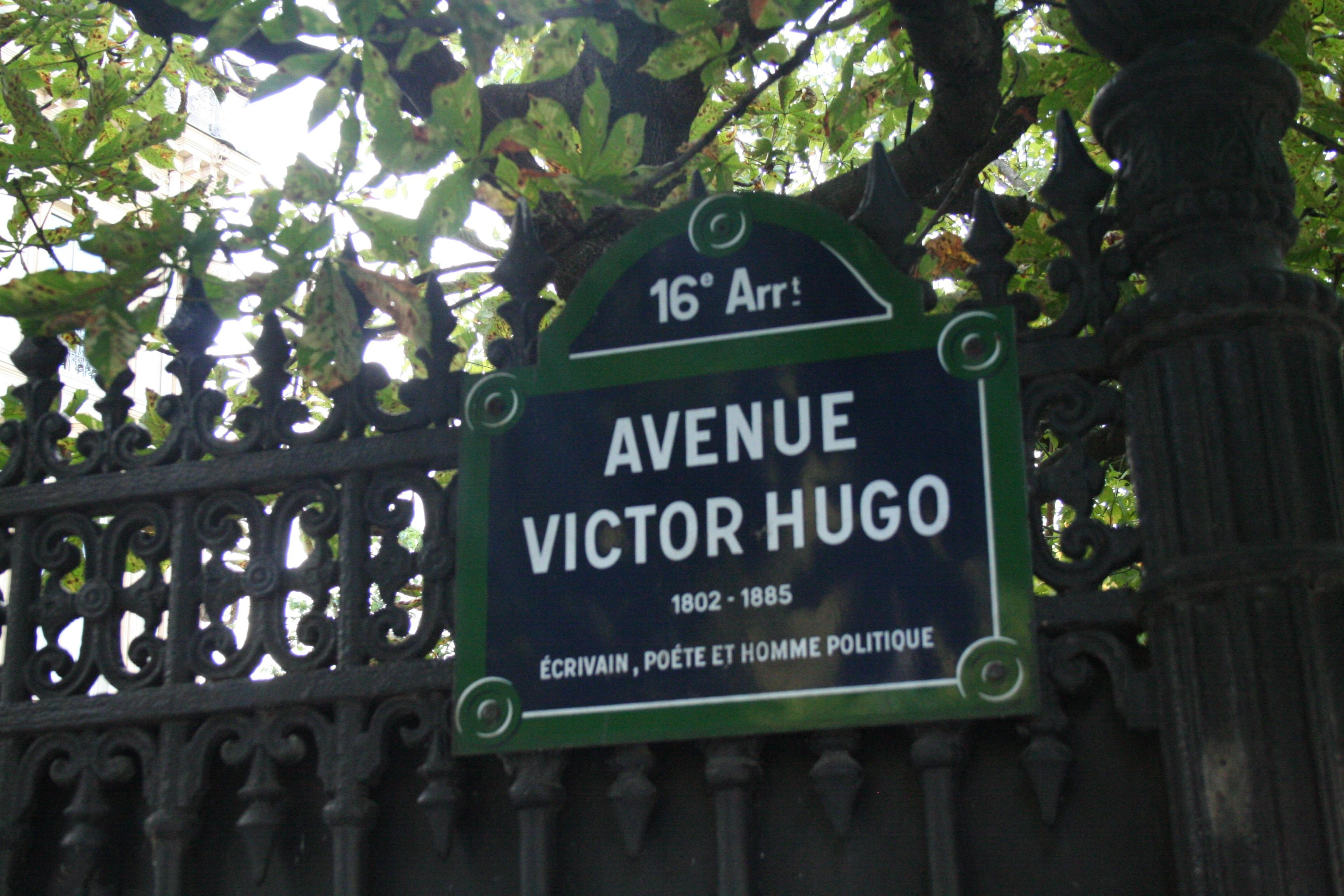
Đại lộ Victor-Hugo, quận 16, Paris.

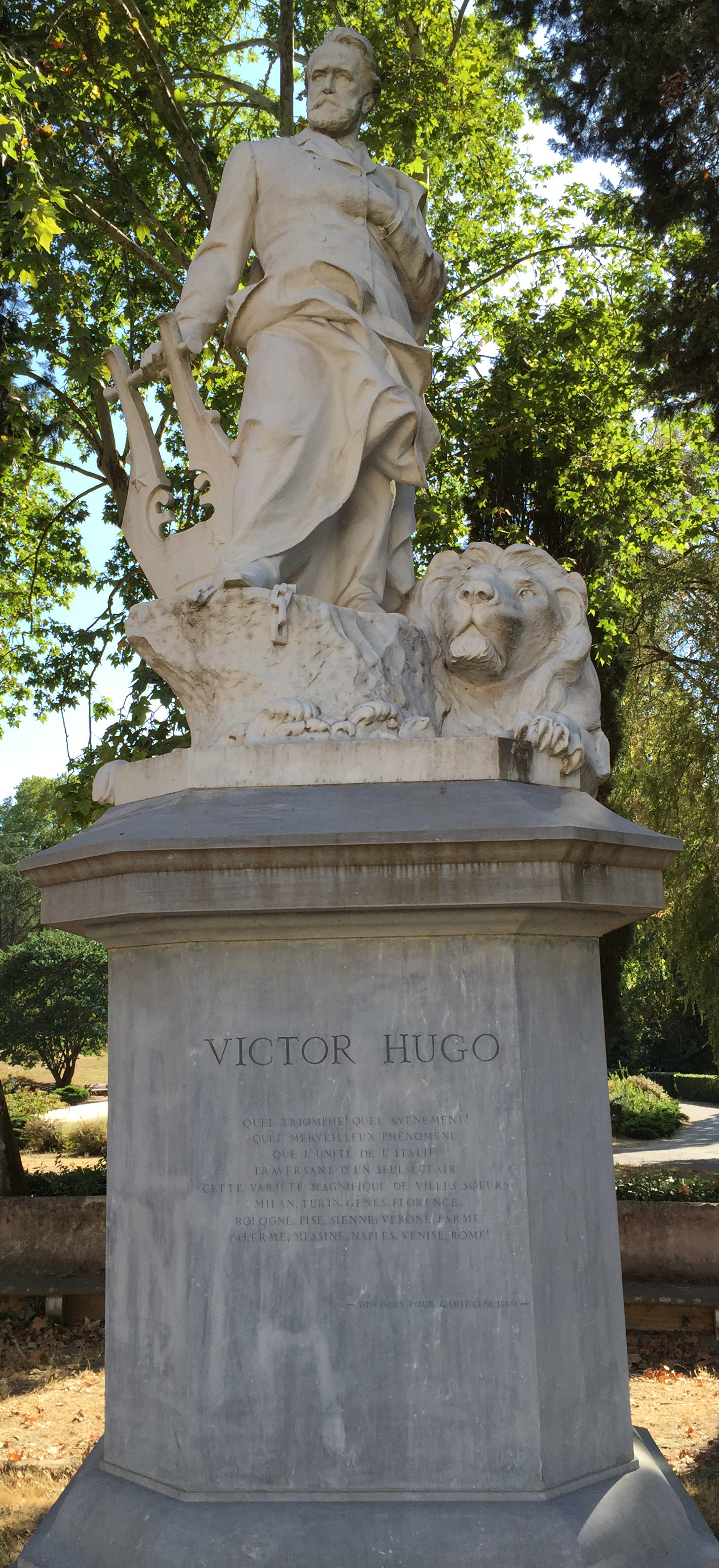
Bức tượng Victor Hugo tại Rome, Ý.

Di sản của ông đã được vinh danh trên nhiều phương diện, bao gồm cả việc chân dung của ông được đặt trên đồng tiền của Pháp.
Guernsey đã dựng một bức tượng của nhà điêu khắc Jean Boucher ở Vườn Candie (Cảng Saint Peter) để tưởng nhớ thời gian ông ở lại quần đảo. Thành phố Paris đã bảo tồn các dinh thự của ông Hauteville House, Guernsey, và 6, Place des Vosges , Paris, như viện bảo tàng. Ngôi nhà nơi ông ở tại Vianden, Luxembourg, vào năm 1871 cũng đã trở thành một bảo tàng kỷ niệm.
Đại lộ Victor-Hugo ở quận 16 của Paris mang tên của Hugo và liên kết với Place de l'Étoile đến vùng lân cận của Bois de Boulogne bằng cách đến Place Victor-Hugo . Quảng trường này được phục vụ bởi một trạm dừng Paris Métro cũng được đặt tên để vinh danh ông. Tại thị trấn Béziers có một con phố chính, một trường học, bệnh viện và một số quán cà phê được đặt theo tên của Hugo, và một số đường phố và đại lộ trên khắp nước Pháp được đặt theo tên của ông. Trường học Lycée Victor Hugo được thành lập tại thị trấn nơi ông sinh ra, Besançon Ở Pháp. Avenue Victor-Hugo , nằm ở Shawinigan, Quebec, được đặt tên để tôn vinh ông. Một con phố ở San Francisco, Phố Hugo, được đặt theo tên ông.

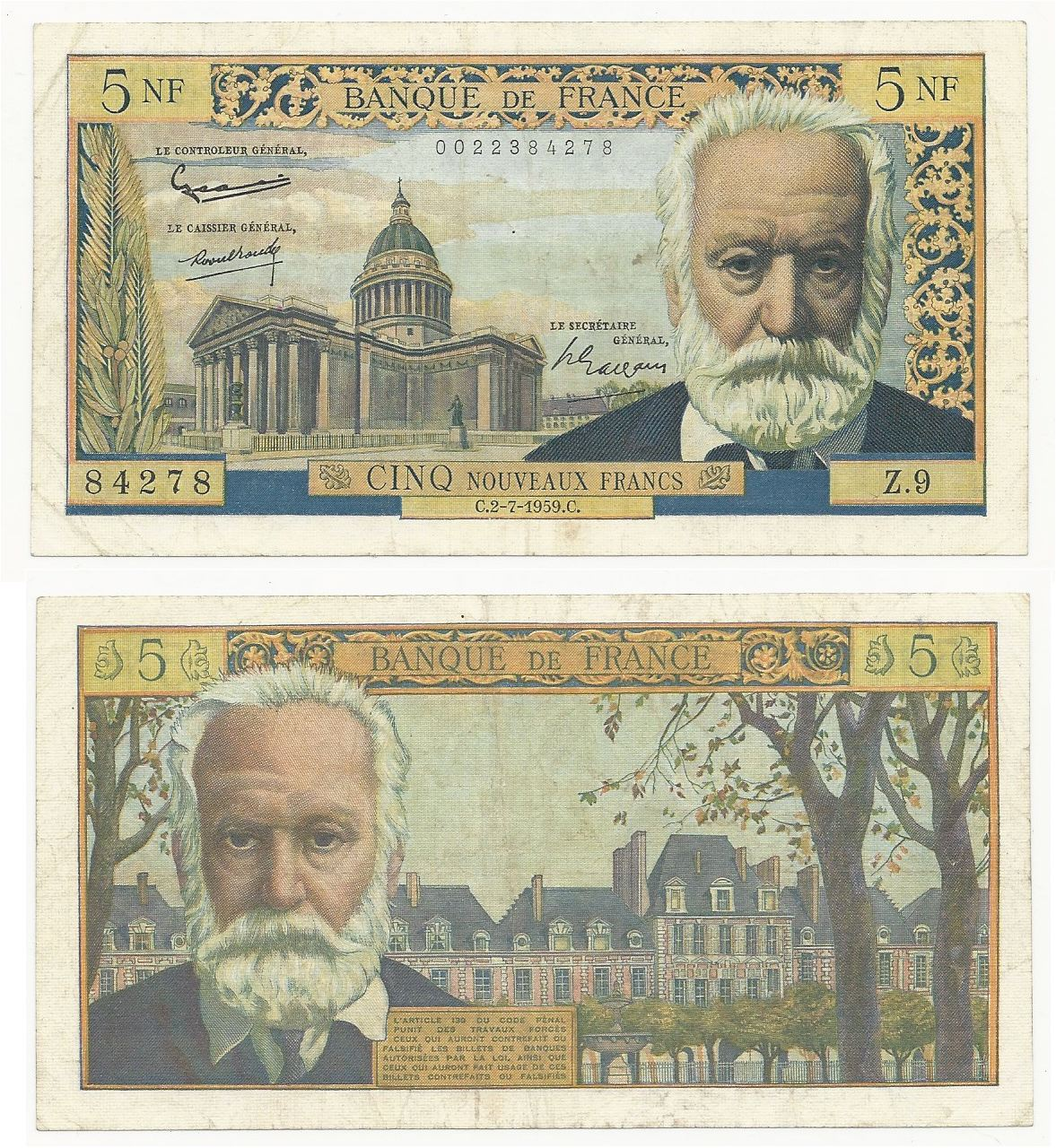
Victor Hugo xuất hiện trên một tờ tiền giấy in năm 1959

Tại thành phố Avellino, Ý, Victor Hugo đã sống một thời gian ngắn tại nơi mà ngày nay được gọi là Il Palazzo Culturale khi đoàn tụ với cha mình, Leopold Sigisbert Hugo , vào năm 1808. Hugo sau đó đã viết về thời gian ngắn ngủi của mình ở đây, trích dẫn "C'était un palais de marbre..." (Đó là một cung điện bằng đá cẩm thạch).

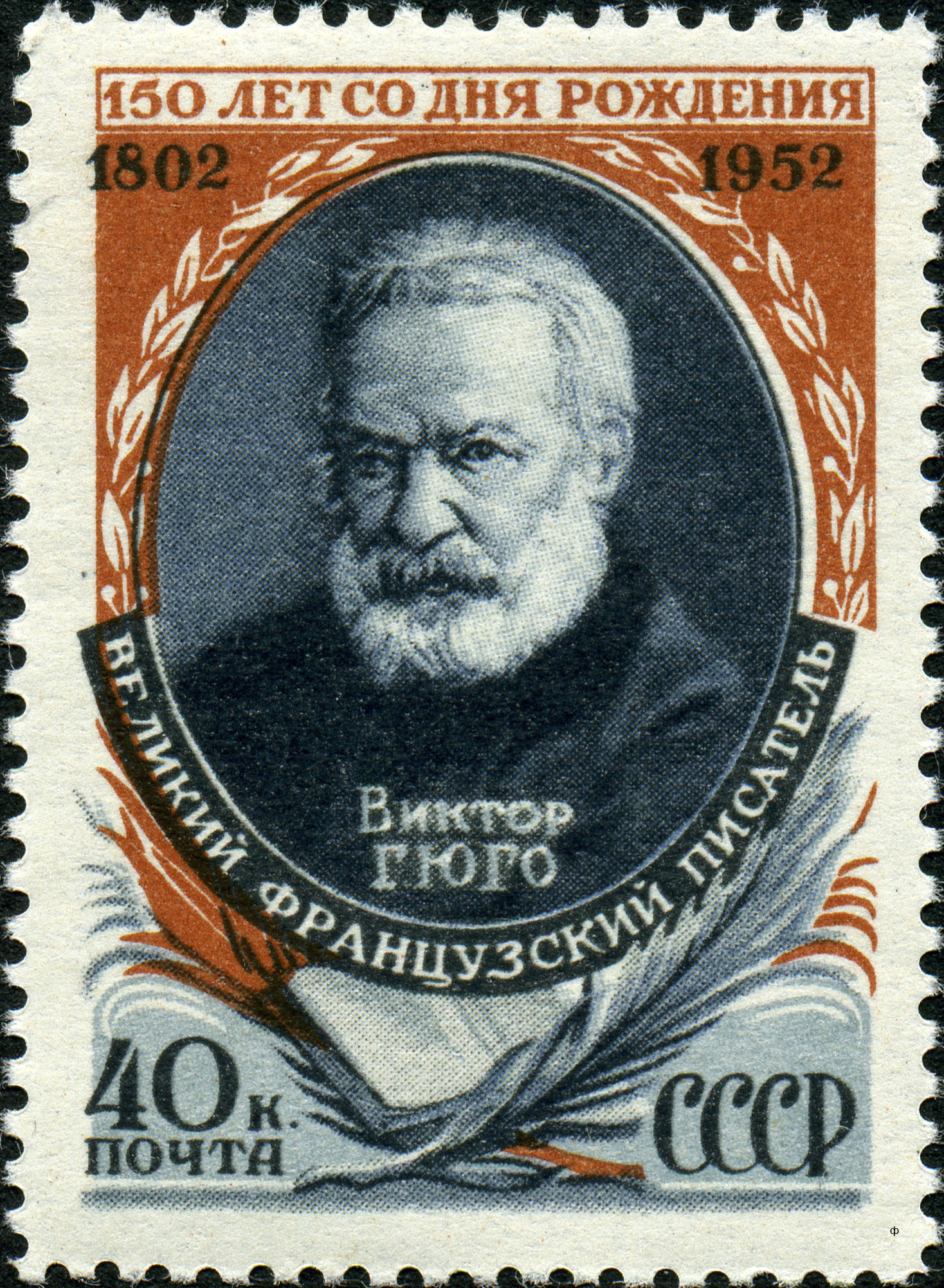
Tem thư vinh danh văn hào Victor Hugo (1952)

Có một bức tượng của Hugo đối diện với Museo Carlo Bilotti ở Rome, ÝVictor Hugo là tên của thành phố Hugoton, Kansas.
Ở Havana, Cuba, có một công viên mang tên ông.
Một bức tượng bán thân Hugoton của Hugo đứng gần lối vào của Cung điện Mùa hè Cổ ở Bắc Kinh.
Một bức tranh khảm kỷ niệm Hugo được đặt trên trần của Tòa nhà Thomas Jefferson của Thư viện Quốc hội
Đường sắt Luân Đôn và Tây Bắc được đặt tên là 'Prince of Wales' Class 4-6-0 No 1134 theo tên Hugo. Đường sắt Anh đã duy trì đài tưởng niệm này, đặt tên Đơn vị Điện 92001 theo tên ông.
Hugo được tôn là vị thánh Cao Đài của Việt Nam, một tôn giáo mới được thành lập ở Việt Nam vào năm 1926.

## Hình ảnh
Chân dung của Victor Hugo
- Victor Hugo với con trai François-Victor của Auguste de Châtillon, năm 1836.
- Bức tượng bán thân bằng đá cẩm thạch của Victor Hugo của Auguste Rodin
- Victor Hugo vào năm 1858
- Ảnh chụp  Victor Hugo

## Tác phẩm

### Kịch
- Cromwell (1827)
- Hernani (Trận chiến Hernani, 1830)
- Marion Delorme (1831)
- Le Roi s'amuse (Vị vua tiêu khiển,1832)
- Lucrèce Borgia (1833)
- Marie Tudor (1833)
- Angelo, tyran de Padoue (Angelo, bạo chúa thành Padoue, 1835)
- Ruy Blas (1838)
- Les Burgraves (1843)
- Torquemada (1882)
- Théâtre en liberté (1886)

### Tiểu thuyết
- Bug Jargal - Người nô lệ da đen (Bug-Jargal) (1820)
- Han d'Islande (Hãn của Islande) (1823)
- Ngày cuối cùng của người bị kết án (Le Dernier Jour d'un condamné) (1829)
- Nhà thờ Đức Bà Paris (Notre-Dame de Paris) (1831)
- Claude, thằng cùng (Claude Gueux) (1834)
- Những người khốn khổ (Les Misérables) (1862)
- Lao động và biển cả (Les Travailleurs de la mer) (1866)
- Thằng cười (L'Homme qui rit) (1869)
- Chín mươi ba (Quatre-vingt-treize) (1874)

### Thơ
- Odes et poésies diverses (1822) (Những khúc ca ngắn và những bài khác)
- Nouvelles Odes (1824) (Những khúc ca ngắn mới)
- Odes et Ballades (Những khúc ca và ballad) (1826)
- Les Orientales (Khúc ca phương Đông) (1829)
- Les Feuilles d'automne (Lá thu) (1831)
- Les Chants du crépuscule (Khúc hát hoàng hôn) (1835)
- Les Voix intérieures (Tiếng nói bên trong) (1837)
- Les Rayons et les ombres (Tia sáng và bóng tối) (1840)
- Les Châtiments (Trừng phạt) (1853)
- Les Contemplations (Chiêm ngưỡng) (1856)
- Première série de la Légende des Siècles (Truyền thuyết những thế kỷ) (1859)
- Les Chansons des rues et des bois (Những khúc hát đường phố và núi rừng) (1865)
- L'Année terrible (Năm khủng khiếp) (1872)
- L'Art d'être grand-père (Nghệ thuật làm ông) (1877)
- Nouvelle série de la Légende des Siècles (Truyền thuyết những thế kỉ, tập mới) (1877)
- Religions et religion (1880)
- Les Quatre Vents de l'esprit (Bốn phương tâm hồn) (1881)
- Série complémentaire de la Légende des Siècles (Truyền thuyết những thế kỉ, tập bổ sung) (1883)

### Tác phẩm di cảo
- La Fin de Satan (Cái kết của quỷ Satan, 1886)
- Toute la Lyre (1888)
- Dieu (Thiên chúa, 1891)
- Toute la Lyre - nouvelle série (Trọn tiếng đàn) (1893)
- Les Années funestes (1898)
- Dernière Gerbe (1902)
- Océan. Tas de pierres (1942)
- Choses vues - 1re série (Những điều trông thấy I, 1887)
- Alpes et Pyrénées (1890)
- France et Belgique (1892)
- Correspondances - Tome I (Trận chiến I, 1896)
- Correspondances - Tome II (Trận chiến II, 1898)
- Choses vues - 2e série (Những điều trông thấy II, 1900)
- Post-scriptum de ma vie (1901)
- Mille Francs de récompense (1934)
- Pierres (1951)
- Mélancholia

### Tác phẩm khác
- Étude sur Mirabeau (Nghiên cứu về Mirabeau, 1834)
- Littérature et philosophie mêlées (Văn học và triết học trộn lẫn, 1834)
- Le Rhin (1842)
- Napoléon le Petit (Napoleon bé nhỏ) (pamphlet, 1852)
- Lettres à Louis Bonaparte (Những lá thư gửi Louis Bonaparte) (1855)
- William Shakespeare (1864)
- Paris-Guide (1867)
- Mes Fils (1874)
- Actes et paroles - Avant l'exil (Hành động và lời nói - Trước khi tha hương, 1875)
- Actes et paroles - Pendant l'exil (Hành động và lời nói - Trong khi tha hương, 1875)
- Actes et paroles - Depuis l'exil (Hành động và lời nói - Từ khi tha hương, 1876)
- Histoire d'un crime - 1re partie (Lịch sử của một cuộc chiến, tập 1)(1877)
- Histoire d'un crime - 2e partie (Lịch sử của một cuộc chiến, tập 2) (1878)
- Le Pape (Đức Giáo hoàng) (1878)
- L'Âne (1880)
- L'Archipel de la Manche (Quần đảo La Manche, 1883)
- Œuvres posthumes